# Liste der Biografien/Mars
Liste der Biografien |
Portal Biografien |
Personensuche
# |
A |
B |
C |
D |
E |
F |
G |
H |
I |
J |
K |
L |
M |
N |
O |
P |
Q |
R |
S |
T |
U |
V |
W |
X |
Y |
Z |
?
 
Ma |
Mb |
Mc |
Md |
Me |
Mf |
Mg |
Mh |
Mi |
Mj |
Mk |
Ml |
Mm |
Mn |
Mo |
Mp |
Mq |
Mr |
Ms |
Mt |
Mu |
Mv |
Mw |
Mx |
My |
Mz
 
Maa |
Mab |
Mac |
Mad |
Mae |
Maf |
Mag |
Mah |
Mai |
Maj |
Mak |
Mal |
Mam |
Man |
Mao |
Map |
Maq |
Mar |
Mas |
Mat |
Mau |
Mav |
Maw |
Max |
May |
Maz
 
Mara |
Marb |
Marc |
Mard |
Mare |
Marf |
Marg |
Marh |
Mari |
Marj |
Mark |
Marl |
Marm |
Marn |
Maro |
Marp |
Marq |
Marr |
Mars |
Mart |
Maru |
Marv |
Marw |
Marx |
Mary |
Marz
Die Liste der Biografien führt alle Personen auf, die in der deutschsprachigen Wikipedia einen Artikel haben. Dieses ist eine Teilliste mit 671 Einträgen von Personen, deren Namen mit den Buchstaben „Mars“ beginnt.

## Mars
- Mars, Alexandre (* 1974), französischer Manager
- Mars, Betty (1944–1989), französische Sängerin und Schauspielerin
- Mars, Bruno (* 1985), US-amerikanischer R&B-Musiker, Singer-Songwriter und MusikproduzentBruno Mars (* 1985)

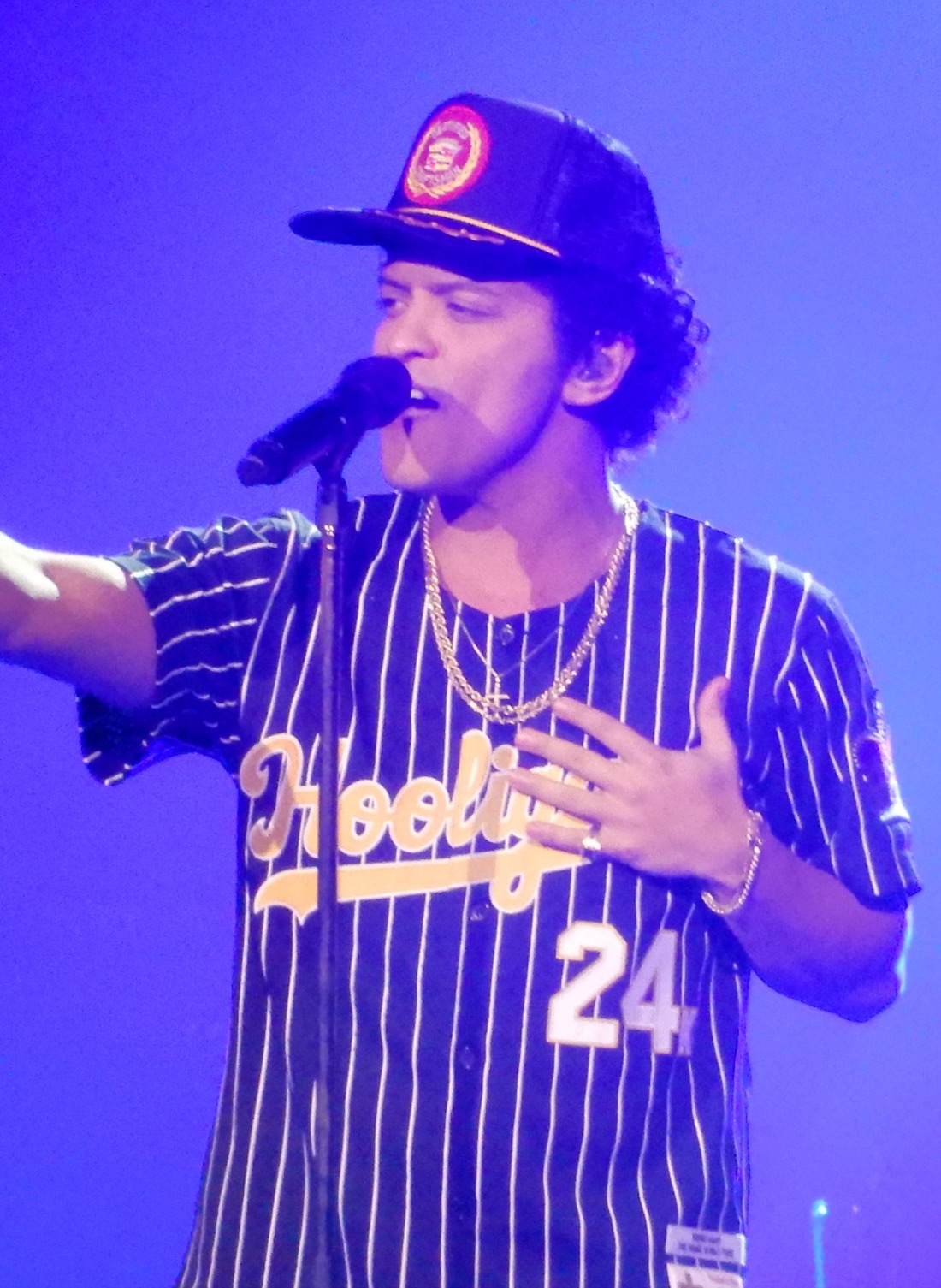
Bruno Mars (* 1985)

- Mars, Forrest senior (1904–1999), amerikanischer Unternehmer
- Mars, Forrest, Jr. (1931–2016), US-amerikanischer Unternehmer, Mars Incorporated
- Mars, Frank C. (1883–1934), US-amerikanischer Unternehmer, Schokoriegelerfinder
- Mars, Jacqueline (* 1939), US-amerikanische Unternehmerin, Mars Incorporated
- Mars, John (1898–1985), österreichischer Wirtschaftswissenschaftler
- Mars, John Franklyn (* 1935), US-amerikanischer Unternehmer
- Mars, Johnny (* 1942), US-amerikanischer Bluesmusiker, Singer-Songwriter und Mundharmonikaspieler
- Mars, Juliette, französische Opernsängerin (Mezzosopran)
- Mars, Kenneth (1935–2011), US-amerikanischer Schauspieler und Synchronsprecher
- Mars, Kettly (* 1958), haitianische Schriftstellerin
- Mars, Laurent (* 1985), belgischer Radrennfahrer und Sportlicher Leiter
- Mars, Lina van de (* 1979), deutsche Fernsehmoderatorin und Schlagzeugerin
- Mars, Louis (1906–2000), haitianischer Psychiater, Diplomat und Politiker
- Mars, Mademoiselle (1779–1847), französische Schauspielerin
- Mars, Mick (* 1951), US-amerikanischer GitarristMick Mars (* 1951)

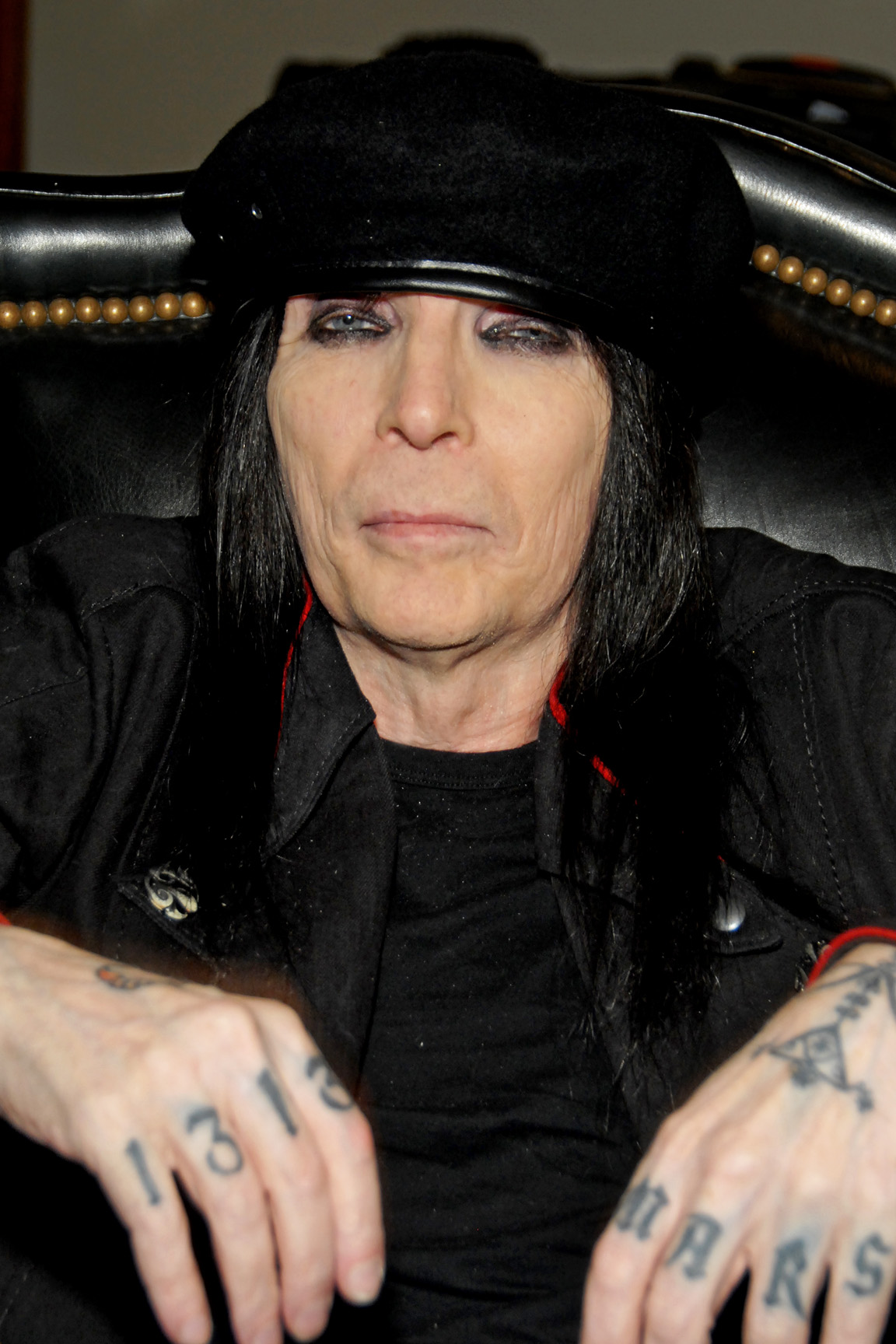
Mick Mars (* 1951)

- Mars, Natalie (* 1984), US-amerikanische transsexuelle Pornodarstellerin
- Mars, Roman (* 1974), US-amerikanischer Radio-Produzent und Podcaster
- Mars, Tommy (* 1951), US-amerikanischer Pianist und Keyboarder
- Mars, Vesa (* 1961), finnischer Fußballspieler
- Mars-Vallet, Marius († 1957), französischer Bildhauer

### Marsa
- Marsa, Rina (* 1904), russischstämmige Schauspielerin
- Marsac, Laure (* 1970), französische Schauspielerin
- Marsagischwili, Dato (* 1991), georgischer Ringer
- Marsaglia, Francesca (* 1990), italienische Skirennläuferin
- Marsaglia, George (1924–2011), US-amerikanischer Mathematiker und Informatiker
- Marsaglia, Matteo (* 1985), italienischer Skirennläufer
- Marsal, Catherine (* 1971), französische Radrennfahrerin und Trainerin
- Marsal, Édouard-Antoine (1845–1929), französischer Maler
- Marsal, Ramón (1934–2007), spanischer Fußballspieler
- Marsala, Joe (1907–1978), US-amerikanischer Jazzmusiker
- Marsala, Marty (1909–1975), US-amerikanischer Jazzmusiker
- Maršálek, Hans (1914–2011), österreichischer Schriftsetzer und politischer Aktivist
- Marsalek, Jan (* 1980), österreichischer Manager
- Maršalek, Zlatko (* 1955), jugoslawischer Fußballtorhüter
- Marsalis, Branford (* 1960), US-amerikanischer Jazz-Saxophonist und Musikproduzent
- Marsalis, Delfeayo (* 1965), US-amerikanischer Jazzposaunist und Musikproduzent
- Marsalis, Ellis (1934–2020), US-amerikanischer Jazzpianist und Musikpädagoge
- Marsalis, Jason (* 1977), US-amerikanischer Jazz-Schlagzeuger und Vibraphonist
- Marsalis, John H. (1904–1971), US-amerikanischer Politiker
- Marsalis, Wynton (* 1961), US-amerikanischer Trompeter
- Maršall-Petrovský, Gustáv (1862–1916), slowakischer Autor und Journalist
- Marsan, Eddie (* 1968), britischer SchauspielerEddie Marsan (* 1968)

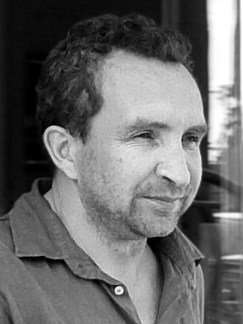
Eddie Marsan (* 1968)

- Marsan, Georges (* 1957), monegassischer Politiker, Bürgermeister
- Marsan, Jean (1920–1977), französischer Schauspieler und Drehbuchautor
- Marsan, Pierre (1916–2008), monegassischer Sportschütze
- Marsani, Claudia (* 1959), italienische Schauspielerin
- Marsano, Wilhelm von (1797–1871), österreichischer Offizier, Autor
- Marsau, Charlotte (* 1953), deutsche Dokumentarfilmerin und Musikerin
- Marsay, Charles Hector de Saint George Marquis de (1688–1753), französisch-deutscher Radikalpietist, Mystiker und Quietist
- Marsay, Faye (* 1986), britische SchauspielerinFaye Marsay (* 1986)

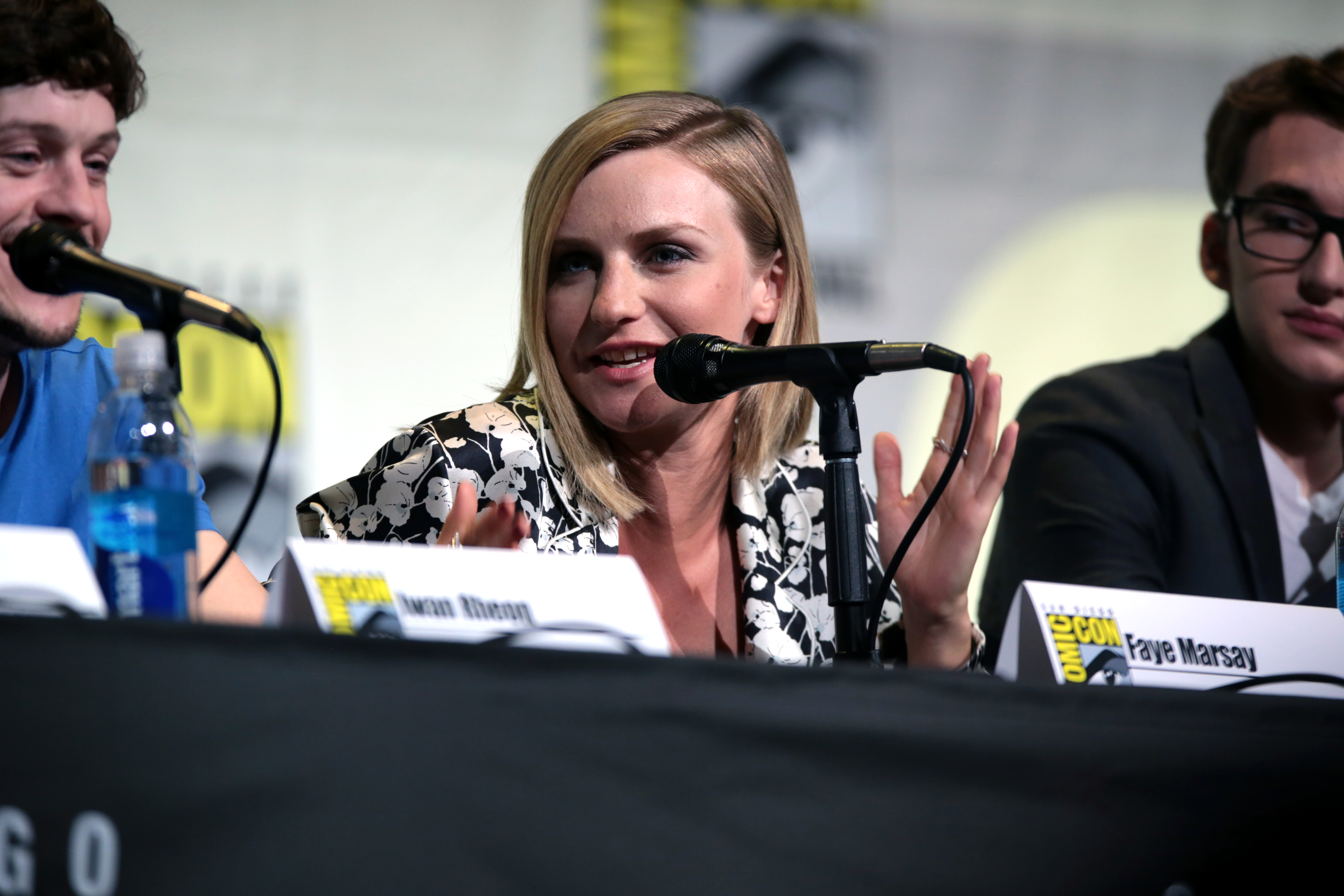
Faye Marsay (* 1986)

### Marsc
- Marsch, Angelika (1932–2011), deutsche Regionalhistorikerin und Autorin
- Marsch, Bernhard (1962–2025), deutscher Filmemacher, Drehbuchautor, Filmproduzent und Schauspieler
- Marsch, Eckart (* 1947), deutscher theoretischer Physiker
- Marsch, Edgar (* 1938), deutsch-schweizerischer Literaturwissenschaftler
- Marsch, Friedrich (1900–1984), deutscher Arzt und Buchautor
- Marsch, Fritz (1926–2009), österreichischer Politiker (SPÖ), Landtagsabgeordneter, Bundesrat, Abgeordneter zum Nationalrat
- Marsch, Jesse (* 1973), US-amerikanischer Fußballspieler
- Marsch, Konstantin (* 1986), deutscher Schauspieler
- Marsch, Michael (1932–2023), deutscher Dominikanerpater, Diplom-Psychotherapeut, Autor und Gründer und Leiter des Hauses St. Raphael
- Marsch, Nikolaus (* 1977), deutscher Rechtswissenschaftler
- Marsch, Wolf-Dieter (1928–1972), deutscher evangelischer Theologe
- Marsch-Potocka, Renate (* 1935), deutsche Journalistin und Polenspezialistin
- Marschak, Jacob (1898–1977), US-amerikanischer Ökonom
- Marschak, Samuil Jakowlewitsch (1887–1964), russischer SchriftstellerSamuil Jakowlewitsch Marschak (1887–1964)

Samuil Jakowlewitsch Marschak (1887–1964)

- Marschak, Thomas (1930–2024), US-amerikanischer Ökonom
- Marschalck von Bachtenbrock, Carl Detlev (1802–1864), königlich hannoverscher Landdrost im Regierungsbezirk Aurich
- Marschalck, Balthasar von (1625–1685), deutscher Domherr und Hofmarschall
- Marschalck, Engelbert Johann von (1766–1845), Landdrost der Landdrostei Stade
- Marschalck, Johann Friedrich von (1618–1679), Kanzler des dänischen Königs für Norwegen
- Marschalck, Levin von († 1629), deutscher Domherr
- Marschalck, Otto Alexander von (1799–1858), deutscher Verwaltungsjurist
- Marschalek, Rolf (* 1960), deutscher Molekularbiologe
- Marschalk von Ostheim, Bernhard (1532–1604), Statthalter der Grafschaft Henneberg und Mäzen
- Marschalk von Ostheim, Emil (1841–1903), deutscher Sammler und Geschichtsfreund
- Marschalk von Ostheim, Heinrich August (1726–1809), deutscher fürstbischöflicher Generalleutnant und Gouverneur von Münster
- Marschalk, Max (1863–1940), deutscher Komponist, Musikkritiker und Musikverleger
- Marschalk, Nicolaus († 1525), deutscher Rechtswissenschaftler, Humanist und Historiker
- Marschall genannt Greiff, Ulrich (1863–1923), preußischer Generalmajor, Generaladjutant und 1918 Chef des Militärkabinetts
- Marschall von Altengottern, Wolf Rudolf Freiherr (1855–1930), preußischer General der Kavallerie im Ersten Weltkrieg

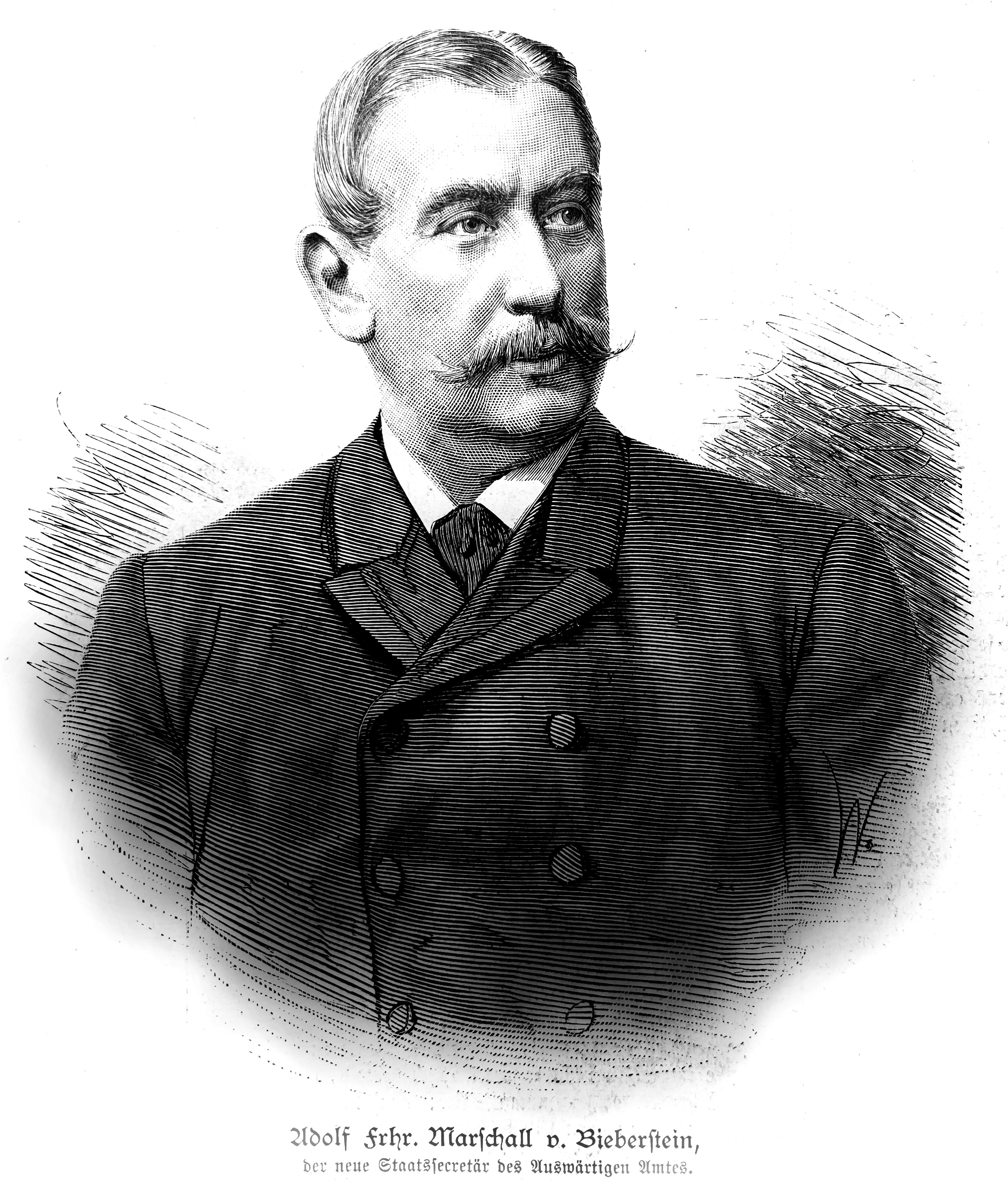
Adolf Marschall von Bieberstein (1842–1912)

- Marschall von Bieberstein, Adolf (1806–1891), badischer Innenminister
- Marschall von Bieberstein, Adolf (1842–1912), deutscher Politiker, Außenminister, Botschafter, MdRAdolf Marschall von Bieberstein (1842–1912)
- Marschall von Bieberstein, Adolf (1848–1920), badischer Außenminister
- Marschall von Bieberstein, Alexander (1604–1668), Gutsbesitzer und kurfürstlich sächsischer Rat
- Marschall von Bieberstein, Alexander Haubold (1635–1694), sachsen-weißenfelsischer Obrist, Rittergutsbesitzer
- Marschall von Bieberstein, Arthur (1816–1885), preußischer Generalleutnant
- Marschall von Bieberstein, August (1804–1888), badischer Jurist und Diplomat
- Marschall von Bieberstein, August Friedrich († 1767), preußischer Oberst, Chef des Garnisons-Regiments Nr. 3
- Marschall von Bieberstein, Caspar Siegismund († 1745), kursächsischer Kammerjunker, Oberaufseher und Kreiskommissar
- Marschall von Bieberstein, Conrad Otto Christoph (1726–1796), herzoglich-Württembergischer Oberst und Oberhofmarschall
- Marschall von Bieberstein, Ernst (1816–1860), deutscher Kammerherr und Abgeordneter
- Marschall von Bieberstein, Ernst Franz Ludwig (1770–1834), Staatsminister des Herzogtums Nassau
- Marschall von Bieberstein, Friedrich (1763–1842), königlich preußischer Generalmajor und zuletzt Kommandeur des Kadettenhauses in Berlin
- Marschall von Bieberstein, Friedrich August (1768–1826), deutscher Botaniker und Forschungsreisender
- Marschall von Bieberstein, Friedrich Ludwig August († 1763), kursächsischer Wirklicher Geheimer Rat und Kreiskommissar
- Marschall von Bieberstein, Friedrich Wilhelm (1806–1865), deutscher Jurist, Domänenrat und Abgeordneter
- Marschall von Bieberstein, Fritz Freiherr (1883–1939), deutscher Staatsrechtslehrer
- Marschall von Bieberstein, Georg Job (1625–1683), sächsischer Hofmarschall
- Marschall von Bieberstein, Hans Dietrich (1643–1687), sachsen-weißenfelsischer Kammerrat, Rittergutsbesitzer in Artern, Ritteburg und Ober- und Unterschmon
- Marschall von Bieberstein, Joachim Freiherr von (* 1954), deutscher Diplomat
- Marschall von Bieberstein, Joachim Wilhelm (1627–1691), Hochfürstlicher Sächsisch-Merseburgischer Rat, Hofmeister und Obersteuereinnehmer
- Marschall von Bieberstein, Johann Adolph, preußischer Oberst und Regimentschef
- Marschall von Bieberstein, Johann August († 1736), polnischer Kammerherr und preußischer Geheimer Etats- und Kriegsrat
- Marschall von Bieberstein, Karl Wilhelm (1763–1817), badischer Innenminister
- Marschall von Bieberstein, Konrad Leberecht (1695–1768), preußischer Generalleutnant der Kavallerie
- Marschall von Bieberstein, Marie Luise von (1862–1949), Gründerin des evangelischen Frauenverbandes in Baden
- Marschall von Bieberstein, Michael Freiherr (1930–2012), deutscher Journalist, Kulturmanager und Übersetzer
- Marschall von Bieberstein, Moritz Gottfried (1643–1698), hochfürstlicher sachsen-merseburgischer Hof- und Hausmarschall
- Marschall von Bieberstein, Moritz Thamm (1645–1702), deutscher Adliger, sächsischer Geheimer Rat
- Marschall von Bieberstein, Peter (1873–1914), deutscher Jurist und Landrat
- Marschall von Bieberstein, Walther (1930–2014), deutscher Diplomat und Jurist
- Marschall von Bieberstein, Wilhelm Freiherr (1890–1935), deutscher Flieger
- Marschall von Bieberstein, Wolfgang Freiherr (1928–2003), deutscher Hochschullehrer
- Marschall von Sulicki, Karl (1803–1877), preußischer Generalmajor und Kommandeur der 31. Infanterie-Brigade
- Marschall von Sulicki, Wilhelm (1820–1883), preußischer Generalmajor und Kommandeur der 27. Infanterie-Brigade
- Marschall, Andreas (1783–1842), Klavierbauer
- Marschall, Andreas (* 1961), deutscher Zeichner und FilmemacherAndreas Marschall (* 1961)

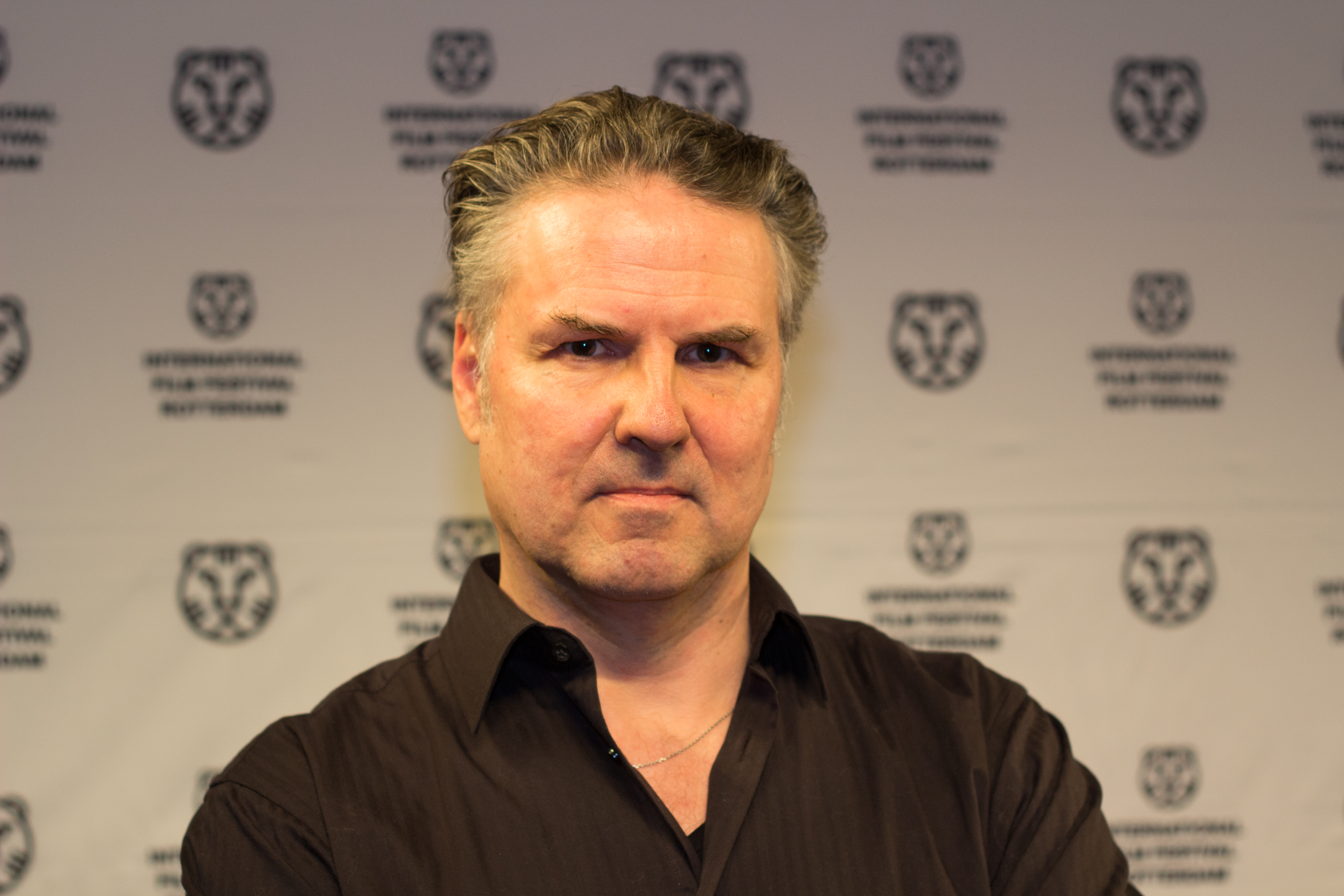
Andreas Marschall (* 1961)

- Marschall, Anja (* 1962), deutsche Schriftstellerin und Publizistin
- Marschall, August Dietrich (1750–1824), deutscher Erbmarschall in Thüringen, Freimaurer und Illuminat
- Marschall, Bernhard (1888–1963), deutscher Prälat und Rundfunk-Pfarrer
- Marschall, Bolesław (1938–2023), polnischer Bildhauer
- Marschall, Brigitte (* 1957), österreichische Theaterwissenschaftlerin
- Marschall, Christian (1922–1999), deutscher Hörfunk- und Synchronsprecher
- Marschall, Christoph von (* 1959), deutscher JournalistChristoph von Marschall (* 1959)

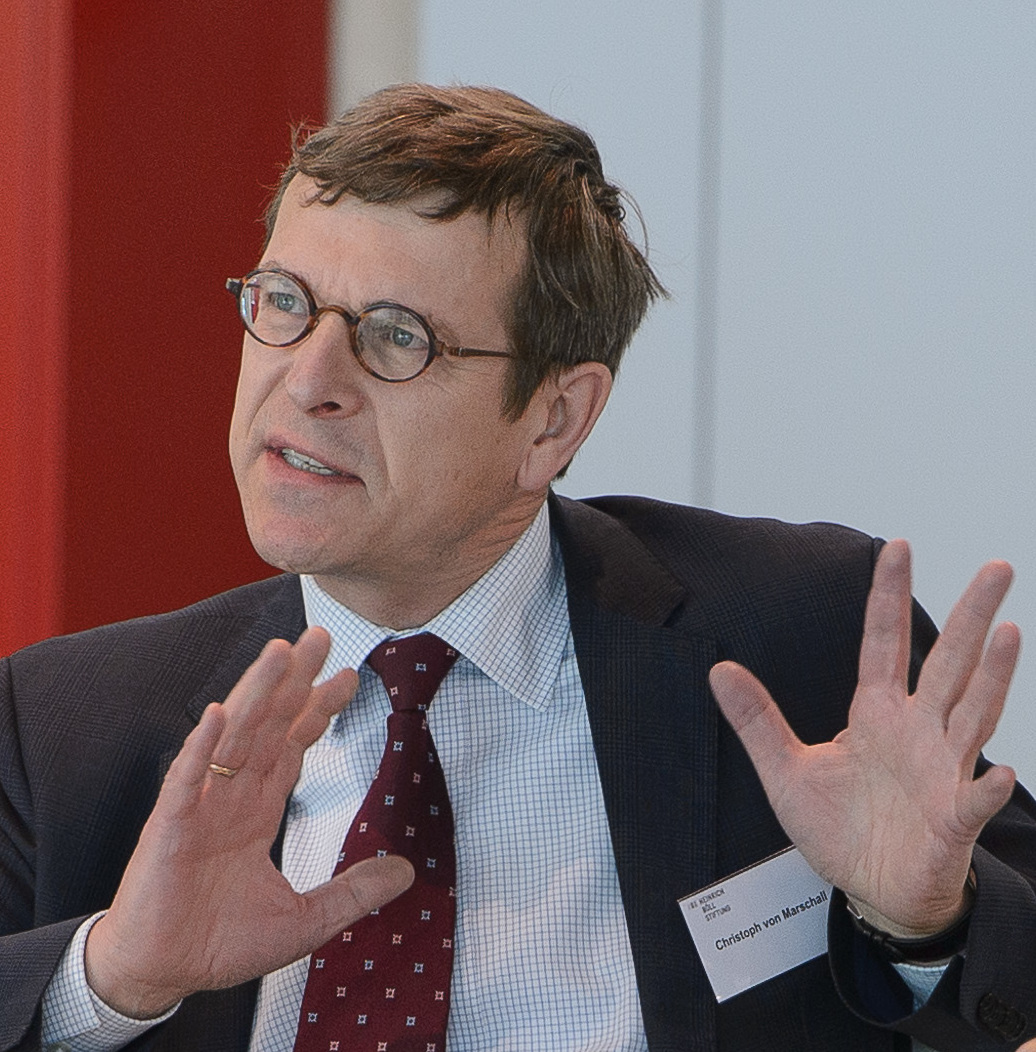
Christoph von Marschall (* 1959)

- Marschall, Colin (* 1960), deutscher Fußballspieler
- Marschall, Dennis (* 1996), deutscher Automobilrennfahrer
- Marschall, Dietrich († 1604), Erbmarschall in Thüringen, kursächsischer Hofbeamter und Rittergutsbesitzer in Herrengosserstedt
- Marschall, Edmund (1903–1954), deutscher Operettenkomiker und Spielleiter
- Marschall, Elisabeth (1886–1947), deutsche Oberschwester im KZ Ravensbrück
- Marschall, Ernst Dietrich (1692–1771), Kaiserlicher österreichischer General
- Marschall, Ernst von (* 1958), deutscher Dirigent
- Marschall, Ferdinand (1924–2006), österreichischer Fußballschiedsrichter
- Marschall, Ferenc (1887–1970), ungarischer Politiker
- Marschall, Franz (1916–1983), Schweizer Agrarwissenschaftler
- Marschall, Friedrich Wilhelm (1622–1693), Erbmarschall in Thüringen und Rittergutsbesitzer in Herrengosserstedt und Zöbigker
- Marschall, Georg (1871–1956), deutscher Maler und Bildhauer
- Marschall, Georg (* 1903), deutscher Gebietskommissar in Sodolbunow, Reichskommissariat Ostland
- Marschall, Georg Rudolph, Erbmarschall in Thüringen, kaiserlicher Kriegsrat und Obrist über ein deutsches Regiment zu Ross
- Marschall, Gerhard (* 1952), österreichischer Journalist
- Marschall, Godfried (1840–1911), österreichischer katholischer Weihbischof und GeneralvikarGodfried Marschall (1840–1911)

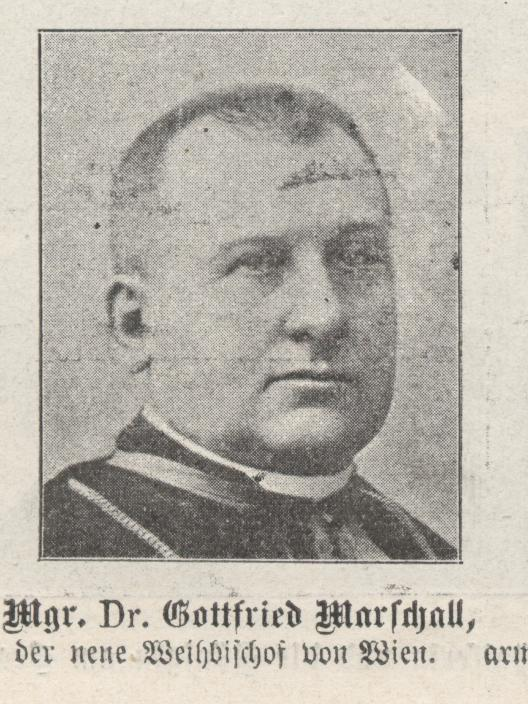
Godfried Marschall (1840–1911)

- Marschall, Günther (1913–1997), deutscher Architekt
- Marschall, Hanns (1896–1966), deutscher Schriftsteller und Drehbuchautor
- Marschall, Hanns-Joachim (1927–1999), deutscher Schauspieler, Theaterleiter und Synchronsprecher
- Marschall, Hans (1893–1970), deutscher Politiker und Publizist, MdL
- Marschall, Hans (1913–1986), deutscher Kernphysiker
- Marschall, Hans Melchior (1602–1628), Soldat im Dreißigjährigen Krieg, dessen Grabplatte überliefert ist
- Marschall, Hans Wilhelm († 1677), Erbmarschall in Thüringen, Rittergutsbesitzer in Herrengosserstedt und Mitglied der Fruchtbringenden Gesellschaft
- Marschall, Inge (* 1943), Schauspielerin
- Marschall, Johann Adolph (1643–1693), deutscher Hofbeamter und Rittergutsbesitzer
- Marschall, Josef (1905–1966), österreichischer Bibliothekar und Schriftsteller
- Marschall, Joseph (1865–1924), Schweizer Architekt
- Marschall, Julius (* 1888), deutscher Politiker (DPS), MdL
- Marschall, Jürgen (1958–2020), deutscher Marionettenspieler
- Marschall, Ken (* 1950), US-amerikanischer Künstler
- Marschall, Klaus (* 1961), deutscher Puppenspieler und Theaterregisseur
- Marschall, Klaus (* 1971), deutscher Autor
- Marschall, Kurtis (* 1997), australischer Stabhochspringer
- Marschall, Ludwig Ernst (1575–1652), Thüringer und sächsischer Beamter und Heerführer
- Marschall, Manfred (1937–2004), deutscher Politiker (SPD), MdB
- Marschall, Marita (* 1958), deutsche Schauspielerin und Hörspielsprecherin
- Marschall, Matern von (* 1962), deutscher Politiker (CDU), MdB
- Marschall, Nicola (1829–1917), deutsch-amerikanischer Porträtmaler
- Marschall, Olaf (* 1966), deutscher Fußballspieler -trainer und -funktionärOlaf Marschall (* 1966)

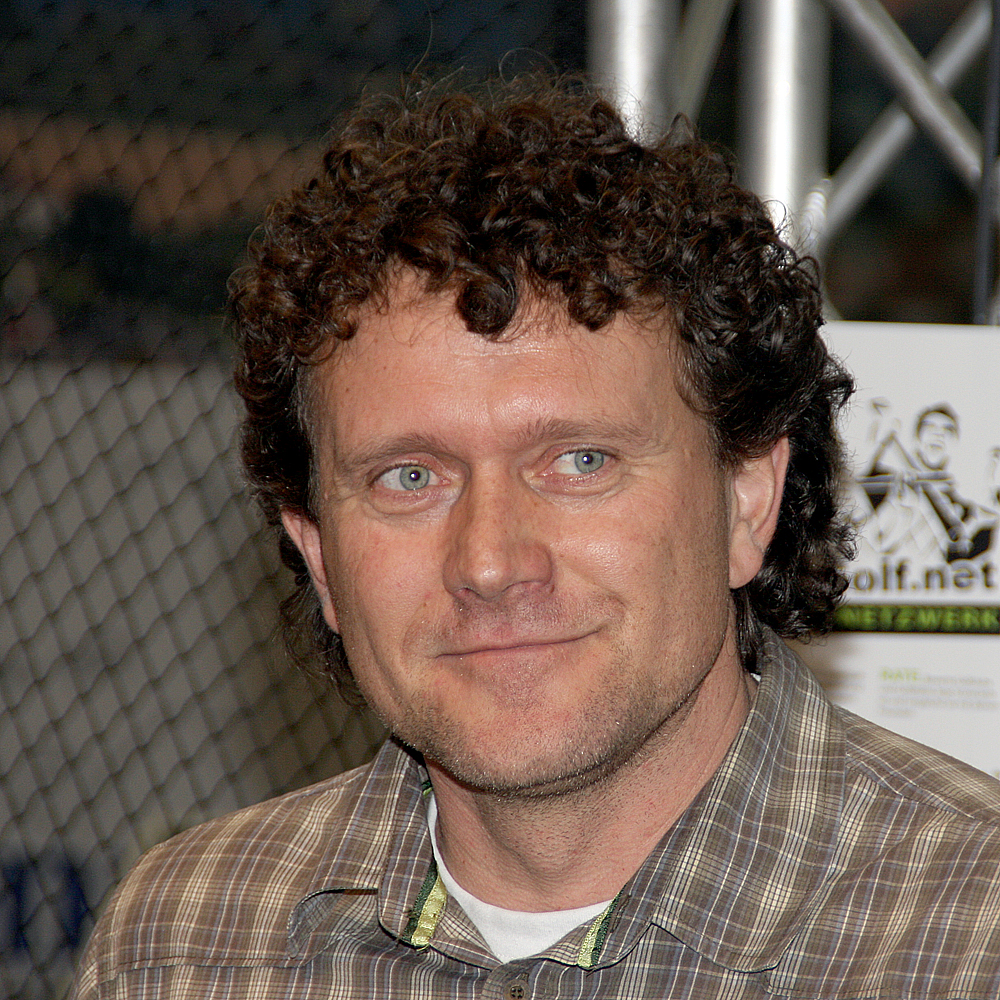
Olaf Marschall (* 1966)

- Marschall, Olaf (* 1973), deutscher Fußballspieler
- Marschall, Otto (1857–1935), deutscher Jurist und Politiker
- Marschall, Philipp (* 1988), deutscher Biathlet und Skilangläufer
- Marschall, Robert (* 1966), österreichischer Politiker
- Marschall, Rudolf (1873–1967), österreichischer Bildhauer, Plakettenkünstler und Medailleur
- Marschall, Rudolf von (1820–1890), deutscher Verwaltungsjurist, Landrat, MdHdA, MdHH
- Marschall, Rudolph, deutscher Ritter und Marschall in der Landgrafschaft Thüringen
- Marschall, Rudolph Levin (1605–1673), kursächsischer Kammerherr, Erbmarschall von Thüringen und Rittergutsbesitzer
- Marschall, Samuel von (1683–1749), Minister
- Marschall, Stefan (* 1968), deutscher Politologe und Hochschullehrer
- Marschall, Susanne (* 1963), deutsche Medienwissenschaftlerin
- Marschall, Theodor (1791–1867), königlich-sächsischer Kammerherr und Oberforstmeister
- Marschall, Vinzenz (1889–1959), deutscher Künstler
- Marschall, Werner (1927–2021), deutscher katholischer Theologe, Priester und Hochschullehrer für Kirchengeschichte
- Marschall, Wilhelm (1886–1976), deutscher Generaladmiral im Zweiten WeltkriegWilhelm Marschall (1886–1976)

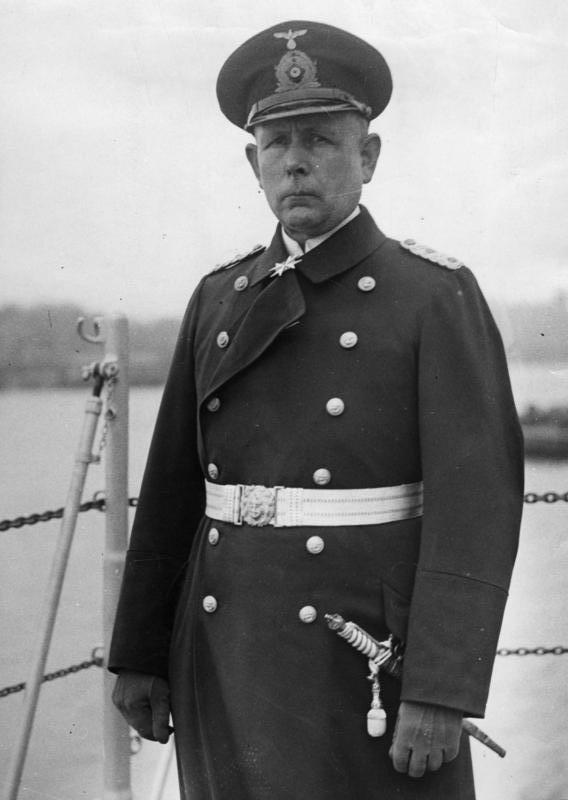
Wilhelm Marschall (1886–1976)

- Marschall, Wolf, deutscher Hofbeamter der Wettiner, Rittergutsbesitzer in Herrengosserstedt
- Marschall, Wolf Friedrich (1687–1752), Erbmarschall in Thüringen, Kammerherr des Königs von Polen und Kurfürsten von Sachsen
- Marschall-Oehmichen, Hannelore (1931–2003), deutsche Puppenschnitzerin, Synchronsprecherin und Theaterleiterin
- Marschall-Solbrig, Maria (1897–1979), deutsche Lyrikerin, Kommunalpolitikerin und Bibliothekarin, Gegnerin des NS-Regimes
- Marschalleck, Karl-Heinrich (1904–1981), deutscher Prähistoriker
- Marschang, Eduard (* 1953), deutscher Fußballspieler
- Marschang, Eva (* 1930), deutsche Hochschullehrerin und Literaturforscherin
- Marschang, Franz (* 1932), deutscher Veterinär, Journalist und Schriftsteller
- Marschang, Johannes (1884–1978), deutscher Geistlicher, Gefängnisseelsorger in Anrath und Krefeld und Ehrenbürger der Stadt Willich
- Marschat, Peter (* 1952), österreichischer Fagottist
- Marscheck, Beatrice (* 1985), deutsche Weitspringerin
- Marscheider, Joachim (* 1930), deutscher Sportschütze
- Marschewski, Erwin (* 1940), deutscher Politiker (CDU), MdB
- Marschhausen, Johann Heinrich (1764–1813), deutscher Pädagoge und Historiker
- Marschik, Daniel (* 1995), österreichischer Politiker (FPÖ)
- Marschik, Matthias (* 1957), österreichischer Kulturwissenschaftler, Medienwissenschaftler und Sporthistoriker
- Marschik, Nikolaus (* 1971), österreichischer Diplomat
- Marsching, Michele (* 1978), deutscher Politiker (Piratenpartei)
- Marschke, Melanie (* 1969), deutsche SchauspielerinMelanie Marschke (* 1969)

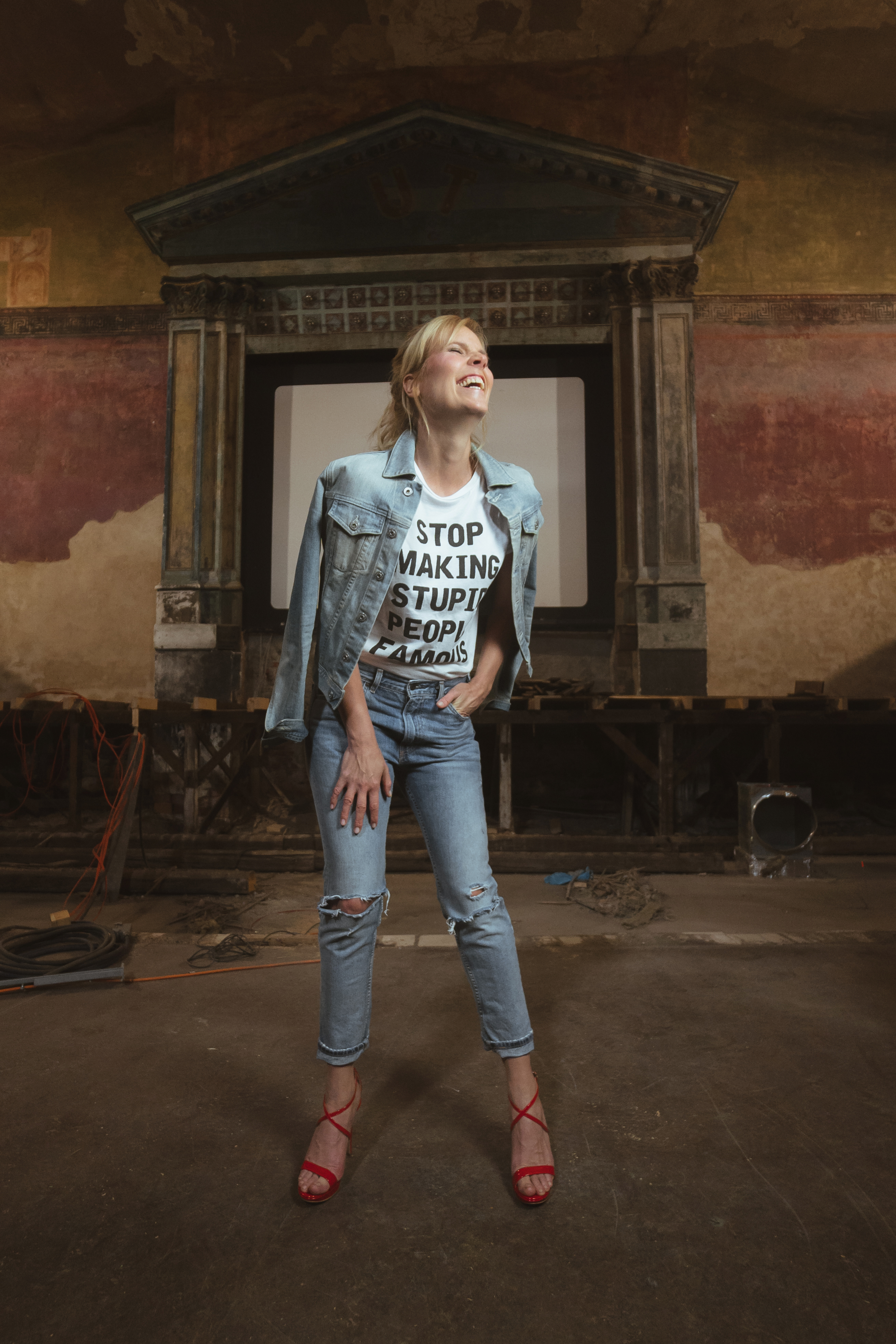
Melanie Marschke (* 1969)

- Marschke, Walter (1899–1956), deutscher Verwaltungsbeamter und Landrat
- Marschler, Thomas (* 1969), deutscher Geistlicher, Hochschullehrer
- Marschler, Willy (1893–1952), deutscher Politiker (NSDAP), MdR
- Marschner, Adolf Eduard (1819–1853), deutscher Komponist
- Marschner, Amalie (1794–1883), deutsche Frauenrechtlerin
- Marschner, Bernd-Jürgen, deutscher Ruderer
- Marschner, Heinrich (1795–1861), deutscher Komponist
- Marschner, Horst (1929–1996), deutscher Agrikulturchemiker
- Marschner, Kurt (1913–1984), deutscher Opernsänger (Tenor) und Schauspieler
- Marschner, Ralf, deutscher V-Mann
- Marschner, Rosemarie (* 1944), österreichische Autorin
- Marschner, Werner (1919–2009), deutscher Radsportler und Trainer
- Marschner, Wilhelm (1926–2008), deutscher Politiker (SPD), MdL
- Marschner, Wolfgang (1926–2020), deutscher Violinist, Dirigent und Komponist
- Marschütz, Carl (1863–1957), deutscher Unternehmer
- Marschütz, Gerhard (* 1956), österreichischer katholischer Moraltheologe, Soziologe und Hochschullehrer
- Marschyqpajew, Jermek (* 1969), kasachischer Politiker

### Marsd
- Marsden, Bernie (1951–2023), britischer Gitarrist
- Marsden, Beryl (* 1947), britische Sängerin
- Marsden, Betty (1919–1998), britische Schauspielerin
- Marsden, Brian (1937–2010), britischer Astronom
- Marsden, Chris (* 1969), englischer Fußballspieler
- Marsden, Dora (1882–1960), britische Autorin, Feministin und Anarchistin
- Marsden, Ernest (1889–1970), britischer Physiker
- Marsden, George M. (* 1939), US-amerikanischer Historiker und reformierter Theologe
- Marsden, Gerry (1942–2021), britischer Sänger, Musiker und Fernsehmoderator
- Marsden, Gordon (* 1953), britischer Politiker (Labour Party), Mitglied des House of Commons
- Marsden, Ian D. (* 1967), schweizerisch-amerikanischer Cartoonist, Karikaturist und Autor
- Marsden, James (* 1973), US-amerikanischer SchauspielerJames Marsden (* 1973)

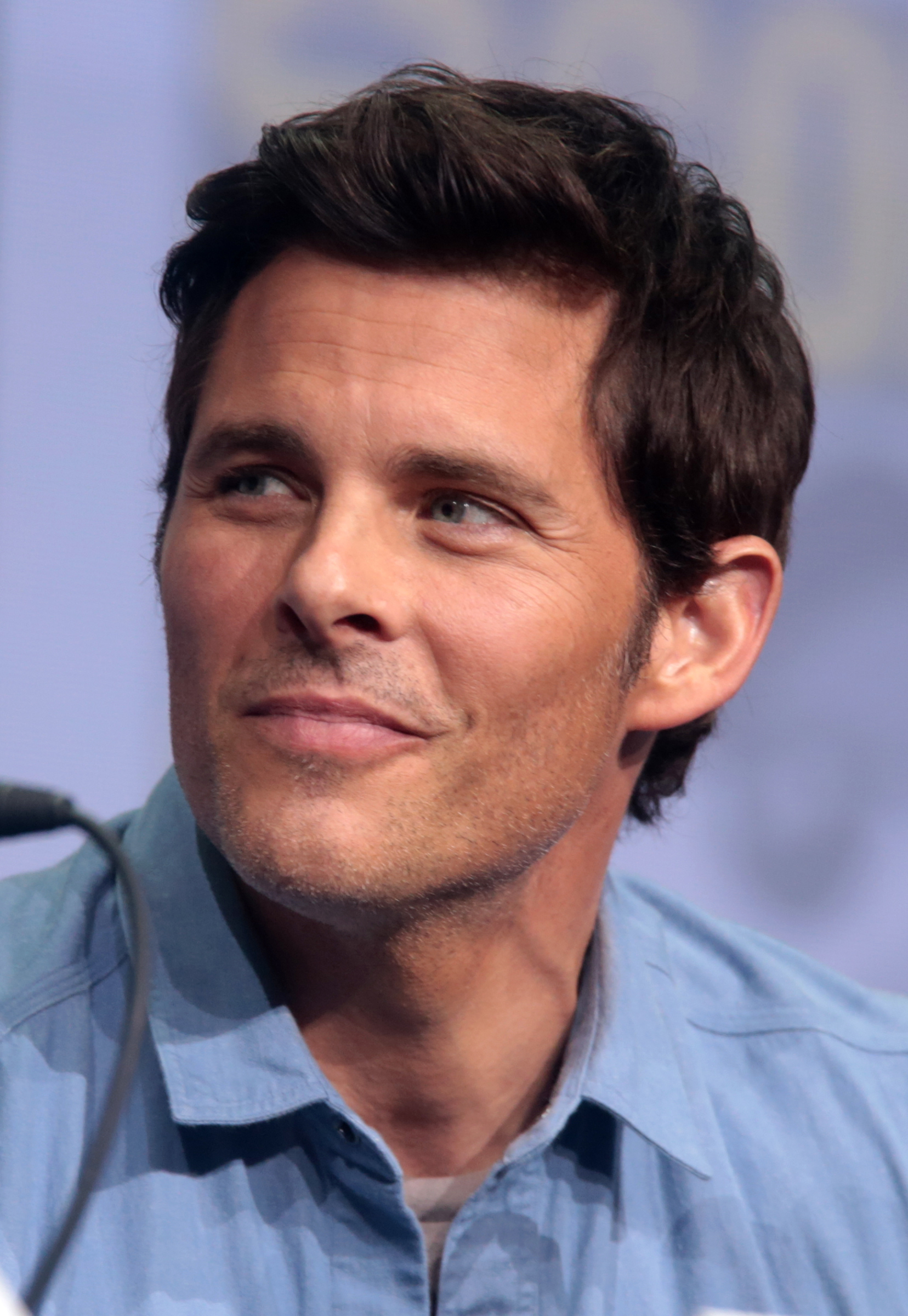
James Marsden (* 1973)

- Marsden, Jason (* 1975), US-amerikanischer SchauspielerJason Marsden (* 1975)

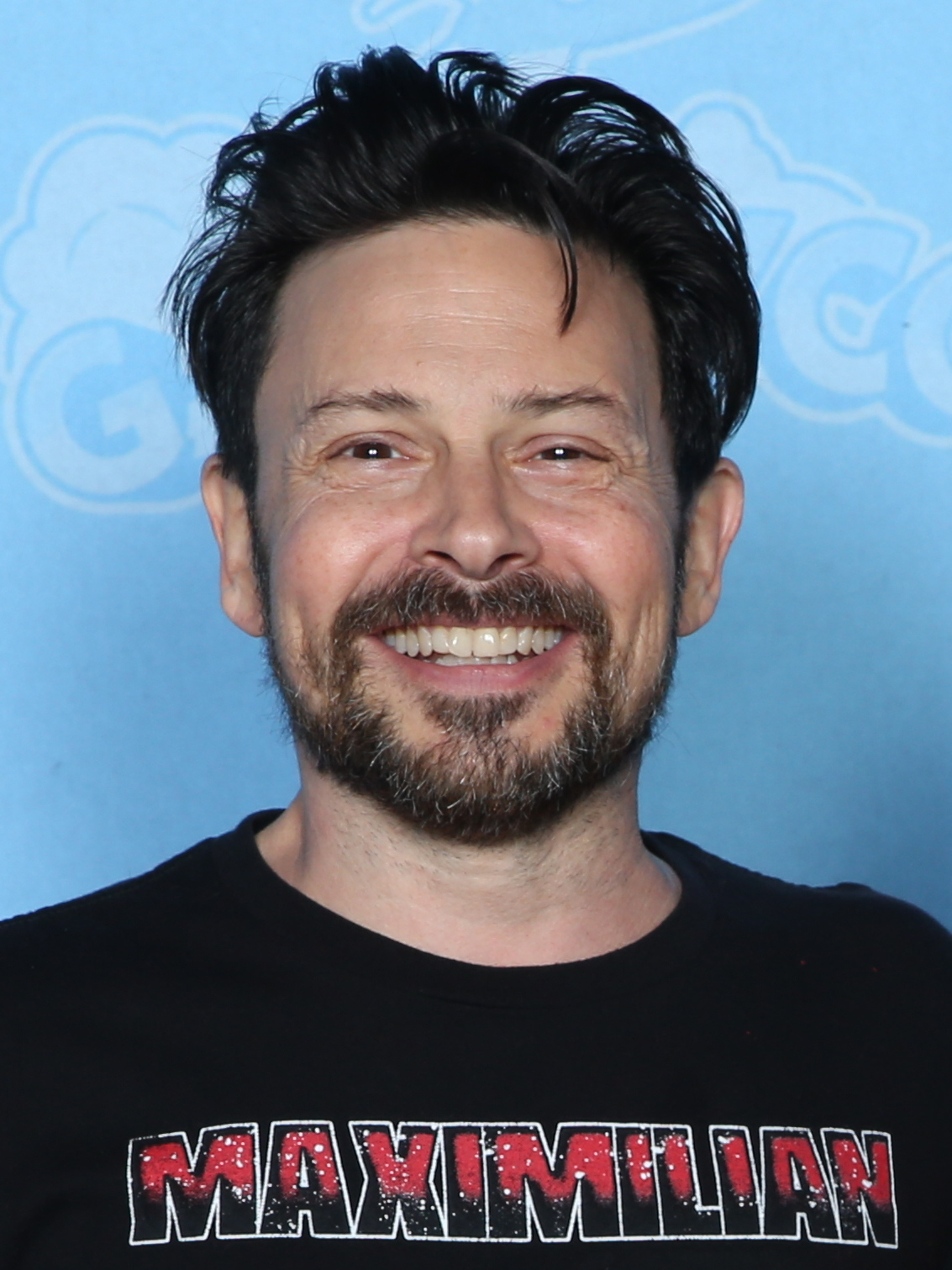
Jason Marsden (* 1975)

- Marsden, Jerrold (1942–2010), kanadischer Mathematiker und Hochschullehrer
- Marsden, John (1950–2024), australischer Schriftsteller
- Marsden, Karen (* 1962), australische Hockeyspielerin
- Marsden, Kate (1859–1931), britische Krankenschwester und Lepraforscherin
- Marsden, Matthew (* 1973), britischer Schauspieler und Sänger
- Marsden, Nicola (* 1968), deutsche Sozioinformatikerin
- Marsden, Rachel (* 1974), kanadische Kolumnistin
- Marsden, Roy (* 1941), britischer Theater und Filmschauspieler
- Marsden, Samuel (1765–1838), englischer Missionar und Begründer der ersten christlichen Mission in Neuseeland
- Marsden, Simon (1948–2012), britischer Photograph und Autor
- Marsden, Walter (1882–1969), englischer Bildhauer
- Marsden, William (1754–1836), englischer Orientalist, Sprachforscher, Numismatiker und wissenschaftlicher Erforscher der Insel Sumatra
- Marsden, William (1860–1942), britischer Sportschütze

### Marse
- Marsé, Juan (1933–2020), spanischer Schriftsteller
- Marseguerra, Giovanni (* 1962), italienischer Wirtschaftswissenschaftler
- Marseiler, Luca (* 1997), deutscher Fußballspieler
- Marseille, Armand (1856–1925), deutsch-russischer Puppenfabrikant
- Marseille, Hans-Joachim (1919–1942), deutscher Jagdflieger im Zweiten WeltkriegHans-Joachim Marseille (1919–1942)

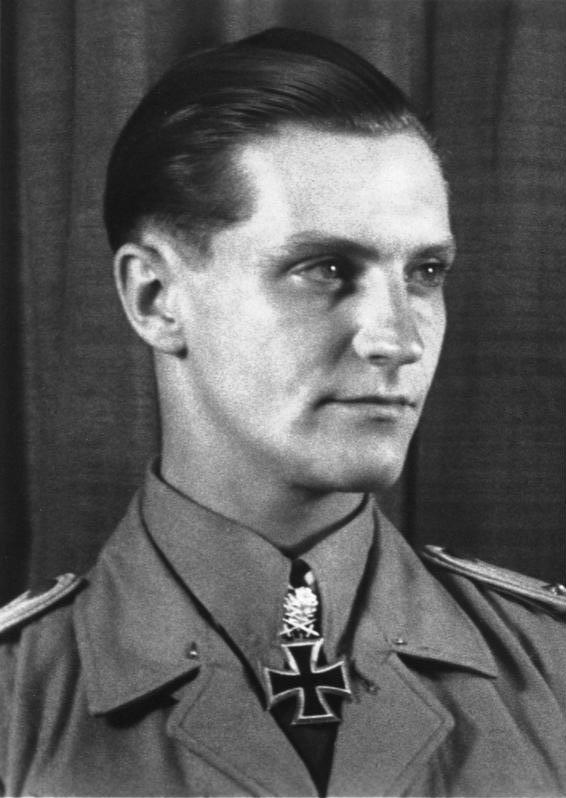
Hans-Joachim Marseille (1919–1942)

- Marseille, Jacques (1945–2010), französischer Historiker, Wirtschaftswissenschaftler und Autor
- Marseille, Siegfried (1887–1944), Generalmajor der Wehrmacht
- Marseille, Ulrich (* 1955), deutscher Unternehmer
- Marselis, Gabriel (1609–1673), niederländischer Kaufmann
- Marselis, Peter († 1672), niederländischer Kaufmann und Architekt
- Marsell, Karl-Heinz (1936–1996), deutscher Radrennfahrer
- Marsella, Brian (* 1980), US-amerikanischer Musiker (Keyboard, Piano, Komposition)
- Marsenić, Anastasija (* 2003), montenegrinische Handballspielerin
- Marsenić, Mijajlo (* 1993), serbischer Handballspieler
- Marseul, Sylvain Auguste de (1812–1890), französischer Entomologe

### Marsh
- Marsh, Albert L. (1877–1944), US-amerikanischer Metallurg
- Marsh, Amy (* 1977), US-amerikanische Triathletin
- Marsh, Anne (1791–1874), englische Schriftstellerin
- Marsh, Arno (1928–2019), US-amerikanischer Jazzmusiker (Tenorsaxophon)
- Marsh, Benjamin F. (1839–1905), US-amerikanischer Politiker
- Marsh, Brad (* 1958), kanadischer Eishockeyspieler
- Marsh, Brandon (* 1974), US-amerikanischer Triathlet
- Marsh, Carol (1926–2010), englische Schauspielerin
- Marsh, Caryl G. (1939–2013), US-amerikanischer Offizier, Generalleutnant der US-Army
- Marsh, Charles (1765–1849), US-amerikanischer Jurist und Politiker
- Marsh, Charlotte (1887–1961), englisch-britische Suffragette und Sozialarbeiterin
- Marsh, Clare (1875–1923), irische Stillleben- und Porträtmalerin
- Marsh, Courtney, US-amerikanische Filmregisseurin, Filmproduzentin und Drehbuchautorin
- Marsh, Damien (* 1971), australischer Leichtathlet
- Marsh, Dave (1894–1960), englischer Radrennfahrer und Weltmeister
- Marsh, David (* 1952), britischer Bankmanager, Autor und Journalist
- Marsh, Edward (1872–1953), britischer Staatsbeamter, Übersetzer, Herausgeber, Schriftsteller und Kunstförderer
- Marsh, Edward (1874–1932), US-amerikanischer Ruderer
- Marsh, Eric (1969–2013), US-amerikanischer Feuerwehrmann
- Marsh, Erin (* 1999), US-amerikanische Siebenkämpferin
- Marsh, Fleur (* 1971), deutsch-malawische Schauspielerin
- Marsh, Florence Hannah Bacon (1881–1948), britische Botanikerin
- Marsh, Frank (1924–2001), US-amerikanischer Politiker
- Marsh, Frank G., britischer Offizier, zuletzt Brigadegeneral
- Marsh, George Perkins (1801–1882), US-amerikanischer Staatsmann und Schriftsteller
- Marsh, Gordon, US-amerikanischer Komponist, Musikwissenschaftler und -pädagoge und Pianist
- Marsh, Henry (* 1950), britischer Neurochirurg
- Marsh, Henry (* 1954), US-amerikanischer Hindernisläufer
- Marsh, Herbert W. (* 1946), US-amerikanischer Erziehungspsychologe
- Marsh, Hugh (* 1955), kanadischer Fusionmusiker (Geige, Komposition)
- Marsh, James (1794–1842), US-amerikanischer Kongregationalist, Philosoph und Präsident der Universität Vermont
- Marsh, James (1794–1846), britischer Chemiker
- Marsh, James (* 1963), britischer Filmregisseur und Dokumentarfilmer
- Marsh, James (* 1970), deutscher Basketballspieler
- Marsh, Jean (1934–2025), britische Film- und Theaterschauspielerin sowie DrehbuchautorinJean Marsh (1934–2025)

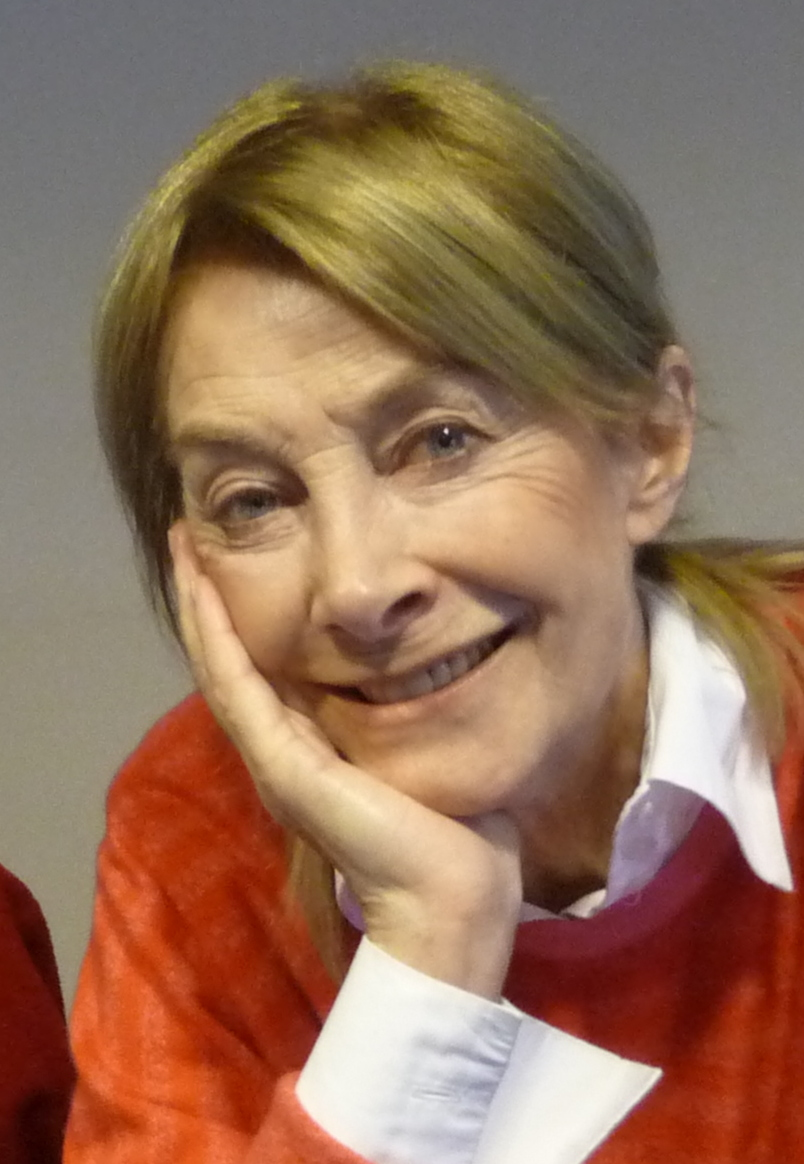
Jean Marsh (1934–2025)

- Marsh, Jeff (* 1960), US-amerikanischer Cartoonist, Regisseur, Filmproduzent, Synchronsprecher, Art Director und Drehbuchautor
- Marsh, Jillian, australische promovierte Umweltaktivistin
- Marsh, Joan (1914–2000), US-amerikanische Schauspielerin und Geschäftsfrau
- Marsh, Jodie (* 1978), britisches Model
- Marsh, John (1752–1828), englischer Jurist und Komponist
- Marsh, John (1799–1856), US-amerikanischer und mexikanischer Arzt, Rancher und Sprachforscher
- Marsh, John Otho junior (1926–2019), US-amerikanischer Politiker und Jurist
- Marsh, Jon (* 1964), britischer Singer-Songwriter und Musikproduzent
- Marsh, Joseph (1726–1811), US-amerikanischer Militär und Staatsmann
- Marsh, Joseph (1802–1863), US-amerikanischer adventistischer Prediger und Herausgeber
- Marsh, Loisette M. (1928–2021), kanadisch-australische Meeresbiologin
- Marsh, Lou, US-amerikanischer Schauspieler und Komiker
- Marsh, Lou (1879–1936), kanadischer Sportler, Schiedsrichter und Sportjournalist
- Marsh, Madison (* 2001), US-amerikanische Pilotin und Schönheitskönigin
- Marsh, Mae (1895–1968), US-amerikanische Filmschauspielerin
- Marsh, Marian (1913–2006), US-amerikanische Schauspielerin und Umweltschützerin
- Marsh, Matthew (* 1954), britischer Schauspieler und Synchronsprecher
- Marsh, Michael (* 1967), US-amerikanischer Sprinter und Olympiasieger
- Marsh, Michael Anthony (* 1947), britischer Politikwissenschaftler und Hochschullehrer
- Marsh, Michele (* 1946), US-amerikanische Schauspielerin
- Marsh, Mike (* 1969), englischer Fußballspieler und -trainer
- Marsh, Mitchell (* 1991), australischer Cricketspieler
- Marsh, Ngaio (1895–1982), neuseeländische Schriftstellerin, Schauspielerin und TheaterregisseurinNgaio Marsh (1895–1982)

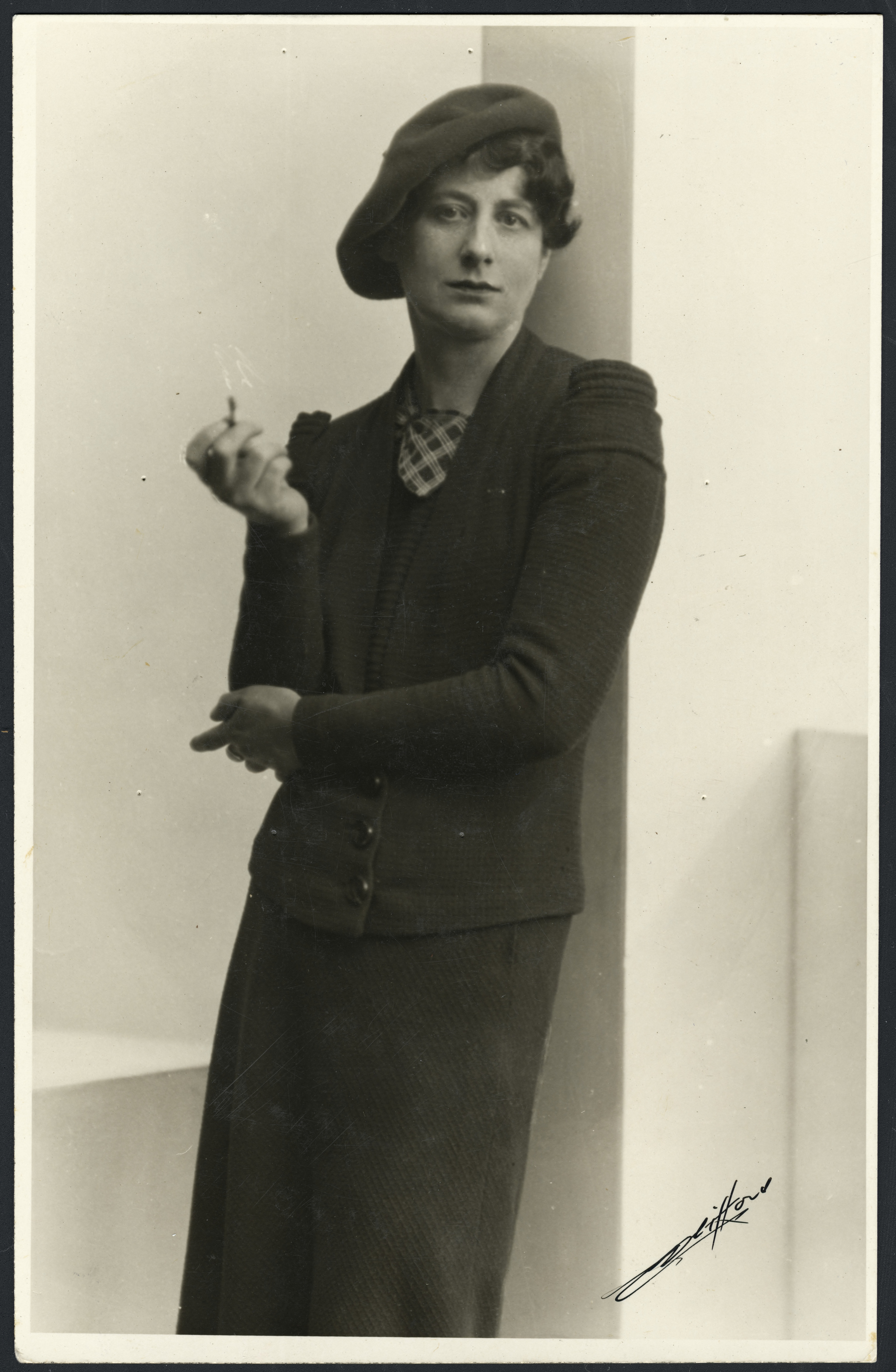
Ngaio Marsh (1895–1982)

- Marsh, Nick (* 1966), englischer Snookerspieler
- Marsh, Oliver T. (1892–1941), US-amerikanischer Kameramann
- Marsh, Othniel Charles (1831–1899), US-amerikanischer Paläontologe und Hochschullehrer
- Marsh, Probyn Vivian (* 1928), jamaikanischer Diplomat
- Marsh, Reginald (1898–1954), amerikanischer Maler
- Marsh, Richard († 1226), Lordkanzler von England, Bischof von Durham
- Marsh, Richard (* 1967), britischer Rennfahrer
- Marsh, Richard, Baron Marsh (1928–2011), britischer Politiker (ehemals Labour Party), Mitglied des House of Commons
- Marsh, Robert (* 1968), antiguanischer Radrennfahrer
- Marsh, Rodney (* 1944), englischer Fußballspieler
- Marsh, Ryan (* 1985), südafrikanischer Eishockeyspieler
- Marsh, Sam (* 1879), englischer Fußballspieler
- Marsh, Sylvester (1803–1884), US-amerikanischer Eisenbahningenieur
- Marsh, Terence (1931–2018), britischer Artdirector und Szenenbildner, zweifacher Oscarpreisträger
- Marsh, Terry (* 1958), britischer Boxer im Federgewicht
- Marsh, Tina (1954–2009), amerikanische Jazzmusikerin (Gesang, Komposition)
- Marsh, Tony (1931–2009), britischer Automobilrennfahrer
- Marsh, Tony (1939–2012), britischer Jazzmusiker
- Marsh, Tyson (* 1984), kanadischer Eishockeyspieler
- Marsh, Warne (1927–1987), US-amerikanischer Jazz-Saxophonist
- Marsh, William (1944–2022), amerikanischer Großmeister der Kampfkunst
- Marsh-Doll, Caren (* 1919), US-amerikanische Schauspielerin und TänzerinCaren Marsh-Doll (* 1919)

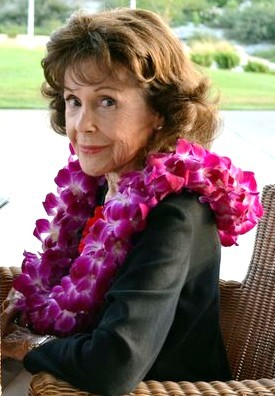
Caren Marsh-Doll (* 1919)

#### Marsha
- Marshak, Robert (1916–1992), US-amerikanischer theoretischer Physiker
- Marshak, Stephen (* 1955), US-amerikanischer Geologe
- Marshal, Alan (1909–1961), australischer Schauspieler
- Marshal, Anselm, 6. Earl of Pembroke († 1245), Lord Marshal von England
- Marshal, Gilbert, 4. Earl of Pembroke († 1241), englischer Magnat, Marschall von England
- Marshal, Henry († 1206), englischer Geistlicher, Bischof von Exeter
- Marshal, Isabel (1200–1240), englische Adlige
- Marshal, John, anglonormannischer Adliger, Marschall von England
- Marshal, John († 1235), englischer Adliger
- Marshal, John († 1282), englischer Adliger
- Marshal, John, 2. Baron Marshal (1292–1316), englischer Adliger und Marshal of Ireland
- Marshal, John, 7. Earl of Warwick († 1242), englischer Adliger
- Marshal, Lyndsey (* 1978), britische Schauspielerin
- Marshal, Richard, 3. Earl of Pembroke († 1234), anglonormannischer Magnat, Earl Marshal und Höfling
- Marshal, Walter, 5. Earl of Pembroke (1196–1245), englischer Adeliger, vierte Sohn von William Marshal, 1. Earl of Pembroke und Isabel de Clare, 4. Countess of Pembroke
- Marshal, William († 1265), englischer Adliger und Rebell
- Marshal, William, 1. Baron Marshal († 1314), englischer Adliger
- Marshal, William, 1. Earl of Pembroke (1144–1219), anglo-normannischer Adliger, Marschall von England
- Marshal, William, 2. Earl of Pembroke († 1231), englischer Magnat
- Marshall Hall, Edward (1858–1927), englischer Strafverteidiger
- Marshall i King, Frank (1883–1959), katalanischer klassischer Pianist, Komponist und Musikpädagoge
- Marshall Woodward, Caroline (1828–1890), US-amerikanische Autorin
- Marshall, Agnes (1855–1905), englische Köchin, Autorin und Erfinderin
- Marshall, Alan (* 1938), britischer Filmproduzent
- Marshall, Alan G. (* 1944), US-amerikanischer Chemiker
- Marshall, Alexander Keith (1808–1884), US-amerikanischer Politiker
- Marshall, Alfred († 1868), US-amerikanischer Politiker
- Marshall, Alfred (1842–1924), britischer NationalökonomAlfred Marshall (1842–1924)

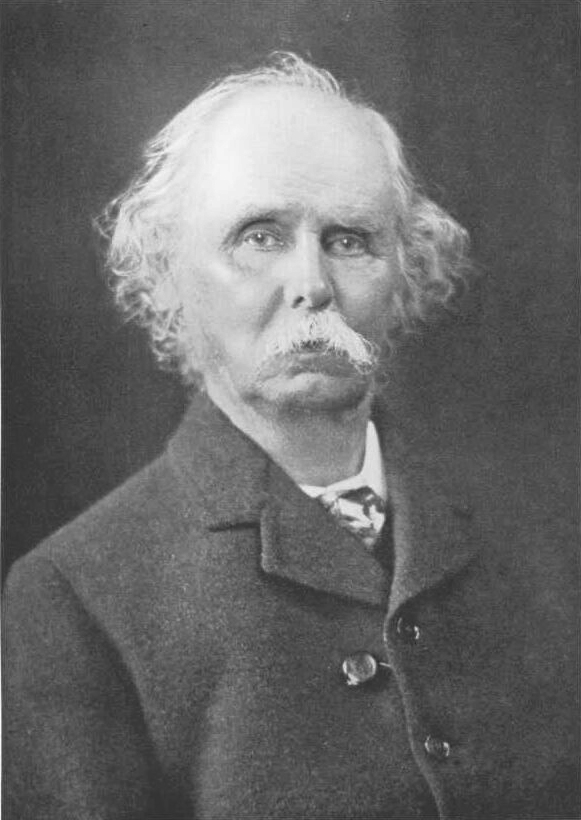
Alfred Marshall (1842–1924)

- Marshall, Alysson (* 1988), kanadische Skilangläuferin
- Marshall, Amanda (* 1972), kanadische Popmusikerin
- Marshall, Amber (* 1988), kanadische SchauspielerinAmber Marshall (* 1988)

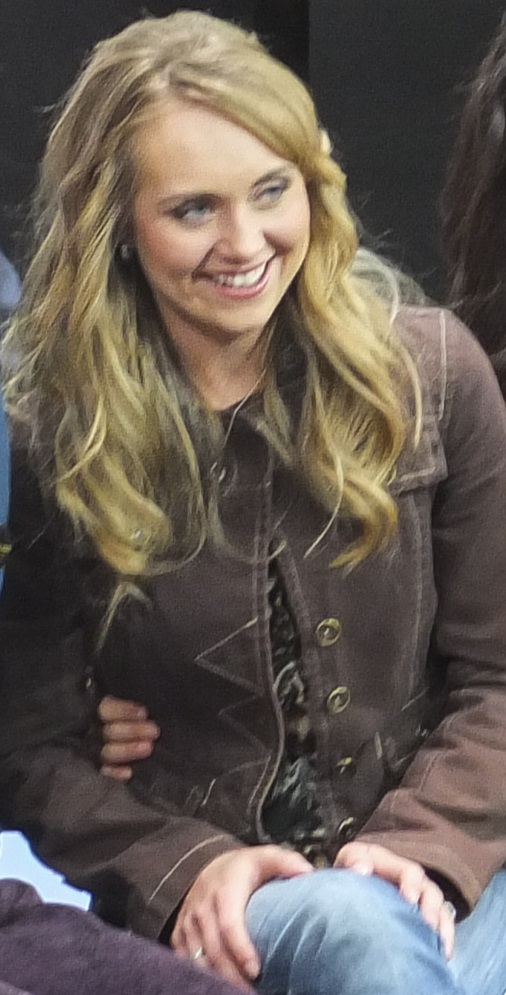
Amber Marshall (* 1988)

- Marshall, Amber (* 2001), australische Tennisspielerin
- Marshall, Amelia (* 1958), US-amerikanische Schauspielerin
- Marshall, Andrew (* 1973), englischer Golfer
- Marshall, Andy (* 1975), englischer Fußballspieler
- Marshall, Ann (* 1957), US-amerikanische Schwimmerin
- Marshall, Archie (* 1952), britischer Eisschnellläufer
- Marshall, Arthur (1881–1968), amerikanischer Komponist und Pianist des Ragtime
- Marshall, Arthur (1903–2007), britischer Flugzeugkonstrukteur, Fluglehrer und Testpilot
- Marshall, Audrey, englische Badmintonspielerin
- Marshall, Azad, pakistanischer Bischof
- Marshall, Barry (* 1951), australischer Mediziner
- Marshall, Ben (* 1991), englischer Fußballspieler
- Marshall, Benjamin (1768–1835), englischer Maler
- Marshall, Benji (* 1985), neuseeländischer Rugby-League-Spieler
- Marshall, Bert (* 1943), kanadischer Eishockeyspieler, -trainer und -scout
- Marshall, Bertie (1936–2012), trinidadischer Musiker und Instrumentenbauer
- Marshall, Billy (1936–2007), nordirischer Fußballspieler
- Marshall, Bob (1910–2004), australischer Billardspieler und Weltmeister
- Marshall, Brandon (* 1984), US-amerikanischer American-Football-Spieler
- Marshall, Brenda (1915–1992), US-amerikanische SchauspielerinBrenda Marshall (1915–1992)

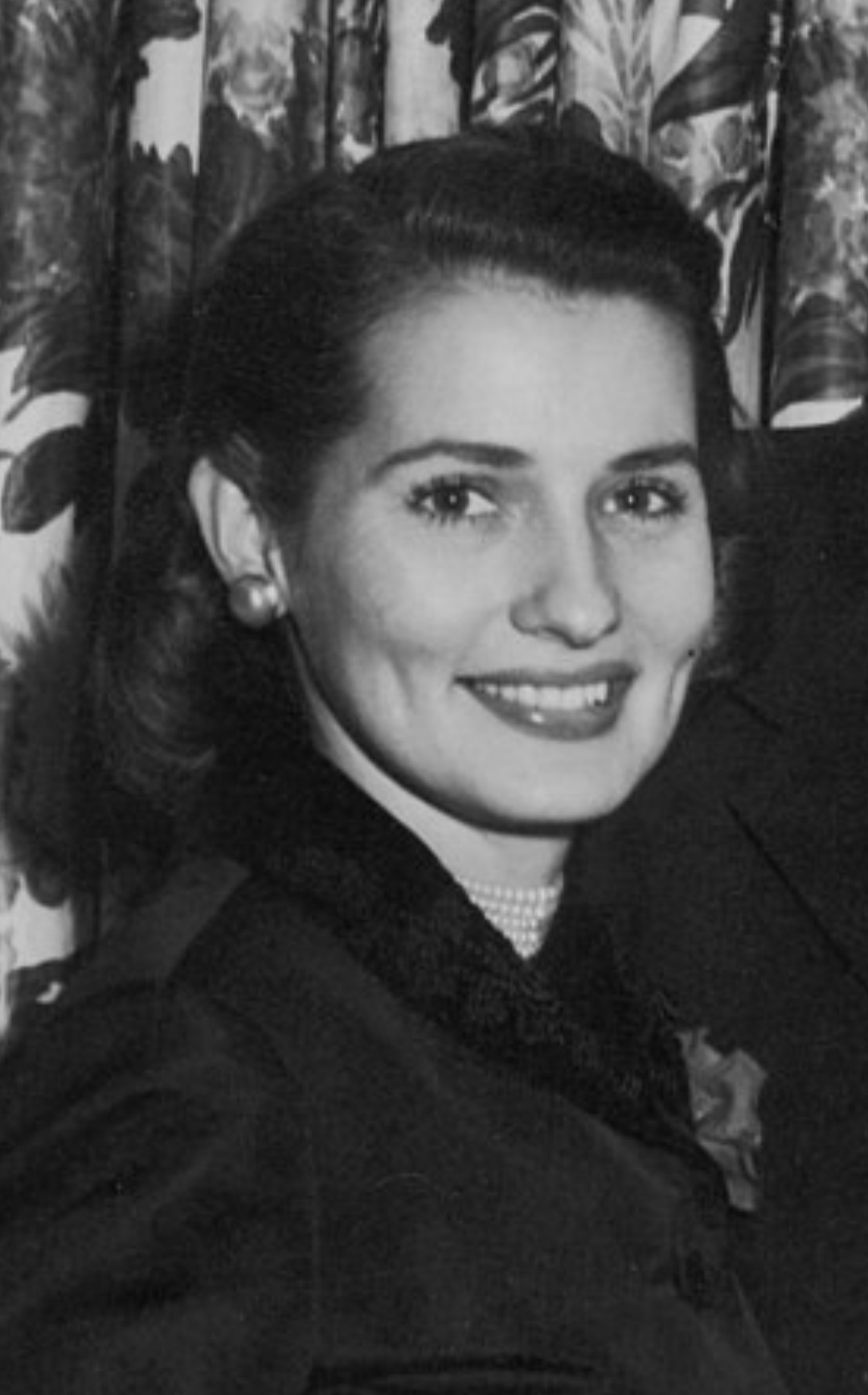
Brenda Marshall (1915–1992)

- Marshall, Brian (* 1973), US-amerikanischer Rockbassist
- Marshall, Bruce (1899–1987), schottischer Schriftsteller
- Marshall, Bryan (1938–2019), britischer Schauspieler
- Marshall, Catherine (1880–1961), britische Frauenrechtlerin und Pazifistin
- Marshall, Chad (* 1984), US-amerikanischer Fußballspieler
- Marshall, Charles (1901–1973), britischer Radrennfahrer
- Marshall, Charles A. (1898–1985), US-amerikanischer Kameramann
- Marshall, Charles Robertshaw (1869–1952), britischer Pharmakologe und Botaniker
- Marshall, Chelsea (* 1986), US-amerikanische Skirennläuferin
- Marshall, Christabel (1871–1960), englisch-britische Suffragette, Dramatikerin und Autorin
- Marshall, Christine (* 1986), US-amerikanische Schwimmerin
- Marshall, Cody (* 1982), US-amerikanischer Skirennläufer
- Marshall, Colin, Baron Marshall of Knightsbridge (1933–2012), britischer Geschäftsmann, Staatssekretär und Mitglied des Oberhauses
- Marshall, Cy (1902–1974), US-amerikanischer Autorennfahrer
- Marshall, Daniel (1706–1784), US-amerikanischer Geistlicher
- Marshall, Daniel Grey, US-amerikanischer Buchautor
- Marshall, David (* 1941), schottischer Politiker
- Marshall, David (* 1985), schottischer Fußballspieler
- Marshall, David Saul (1908–1995), singapurischer Politiker und Chief Minister Singapurs
- Marshall, Dennis (1985–2011), costa-ricanischer Fußballspieler
- Marshall, Dodie (* 1934), englische Schauspielerin
- Marshall, Don (1932–2024), kanadischer Eishockeyspieler
- Marshall, Donyell (* 1973), US-amerikanischer Basketballspieler
- Marshall, E. G. (1914–1998), US-amerikanischer SchauspielerE. G. Marshall (1914–1998)

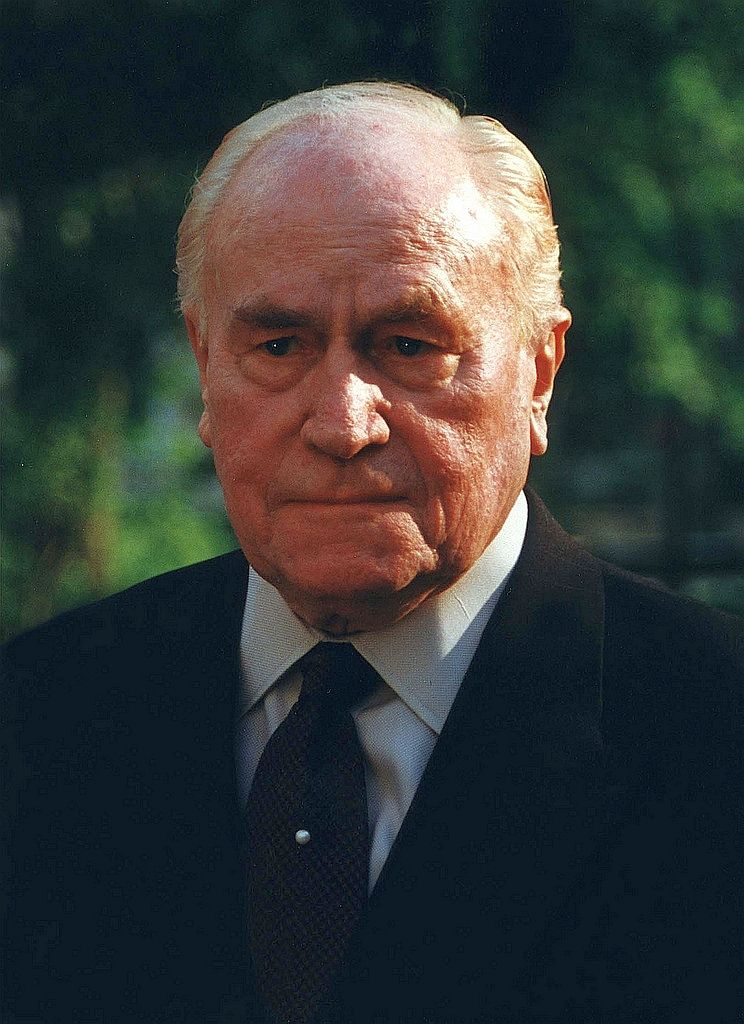
E. G. Marshall (1914–1998)

- Marshall, Eddie (1938–2011), US-amerikanischer Jazz-Schlagzeuger
- Marshall, Edison (1894–1967), US-amerikanischer Schriftsteller
- Marshall, Edward C. (1821–1893), US-amerikanischer Politiker
- Marshall, Elaine (* 1945), US-amerikanische Juristin, Politikerin und Staatssekretärin North Carolinas
- Marshall, Emil (* 2000), deutscher Basketballspieler
- Marshall, Eric (1879–1963), britischer Arzt und Südpolarforscher
- Marshall, Ethel (1924–2013), US-amerikanische Badmintonspielerin
- Marshall, Fiona B., US-amerikanische Archäologin und Anthropologin
- Marshall, Francis Hugh Adam (1878–1949), britischer Physiologe
- Marshall, Frank (1877–1944), US-amerikanischer Schachspieler
- Marshall, Frank (* 1946), US-amerikanischer Filmproduzent, -regisseur und -schauspieler
- Marshall, Frank, Baron Marshall of Leeds (1915–1990), britischer Politiker und Rechtsanwalt
- Marshall, Fred (1906–1985), US-amerikanischer Politiker
- Marshall, Frederick Henry (1878–1955), britischer Byzantinist und Neogräzist
- Marshall, Garland R. (* 1940), US-amerikanischer Chemiker
- Marshall, Garry (1934–2016), US-amerikanischer Filmregisseur, Filmproduzent, Drehbuchautor und Schauspieler
- Marshall, George (* 1876), britischer Leichtathlet
- Marshall, George (1891–1975), US-amerikanischer Filmregisseur, Drehbuchautor, Filmproduzent und Filmschauspieler
- Marshall, George A. (1851–1899), US-amerikanischer Politiker
- Marshall, George C. (1880–1959), US-amerikanischer General und PolitikerGeorge C. Marshall (1880–1959)

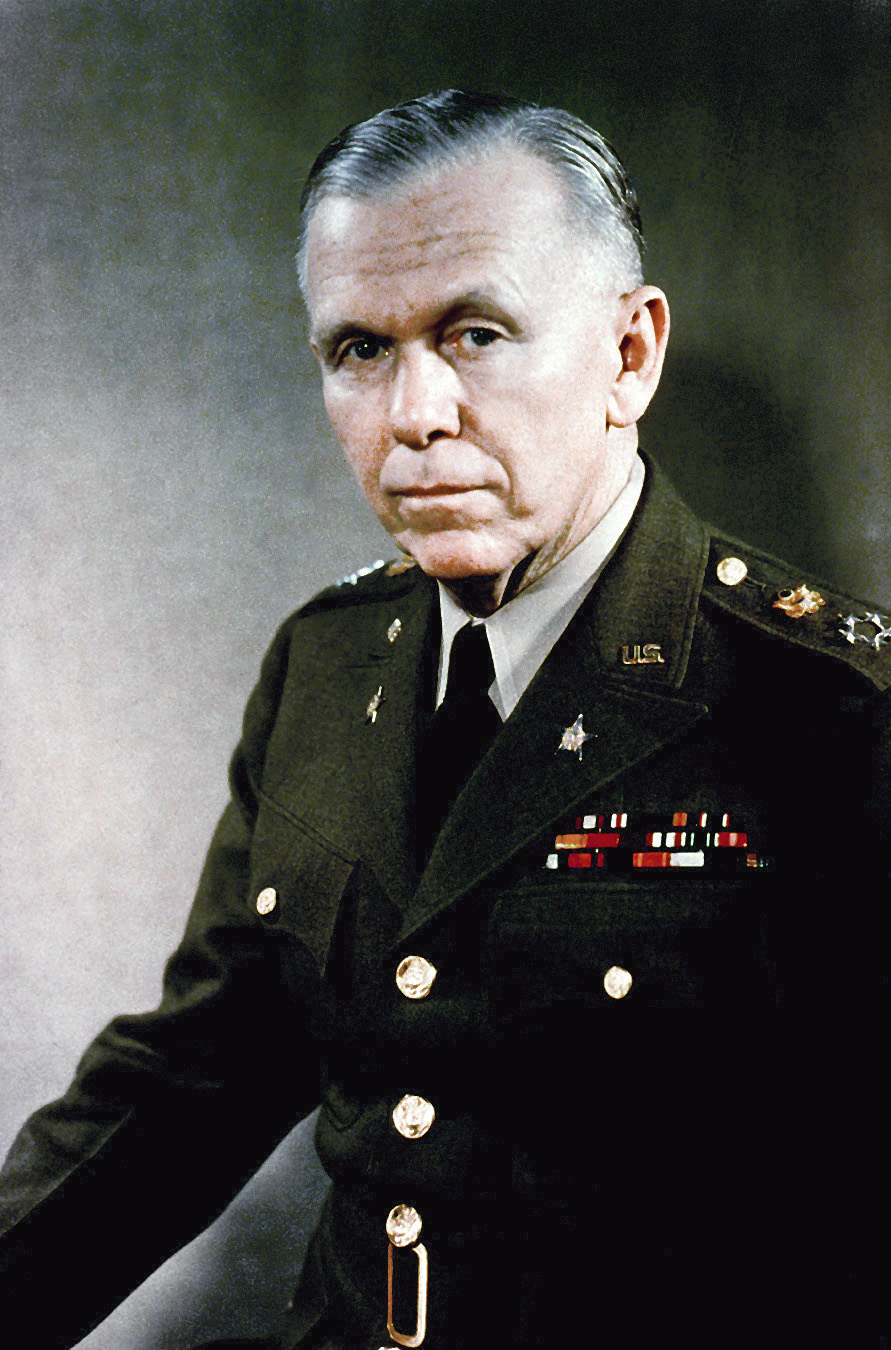
George C. Marshall (1880–1959)

- Marshall, George Frederick Leycester (1843–1934), britischer Offizier und Zoologe
- Marshall, Grant (* 1973), kanadischer Eishockeyspieler
- Marshall, Hannah, britische Jazz- und Improvisationsmusikerin
- Marshall, Harriet Gibbs (1868–1941), US-amerikanische Pianistin
- Marshall, Henry (1805–1864), amerikanischer Politiker
- Marshall, Henry Rutgers (1852–1927), US-amerikanischer Architekt und Psychologe
- Marshall, Herbert (1890–1966), englischer Filmschauspieler
- Marshall, Humphrey (1760–1841), US-amerikanischer Politiker der Föderalistischen Partei
- Marshall, Humphrey (1812–1872), US-amerikanischer Offizier und Politiker
- Marshall, Humphry (1722–1801), US-amerikanischer Botaniker
- Marshall, Ian (* 1966), englischer Fußballspieler
- Marshall, Ian Howard (1934–2015), methodistischer Theologe
- Marshall, Jack (1912–1988), neuseeländischer Politiker, Premierminister von Neuseeland 1972
- Marshall, Jack (1921–1973), US-amerikanischer Gitarrist, Komponist, Arrangeur und Musikproduzent des Jazz
- Marshall, James (1838–1902), niederländisch-deutscher Maler
- Marshall, James (* 1949), US-amerikanischer Komponist
- Marshall, James, US-amerikanischer Jazzmusiker (Saxophon, Flöte)
- Marshall, James (* 1962), kanadischer Fernsehregisseur und Produzent
- Marshall, James (* 1967), US-amerikanischer SchauspielerJames Marshall (* 1967)

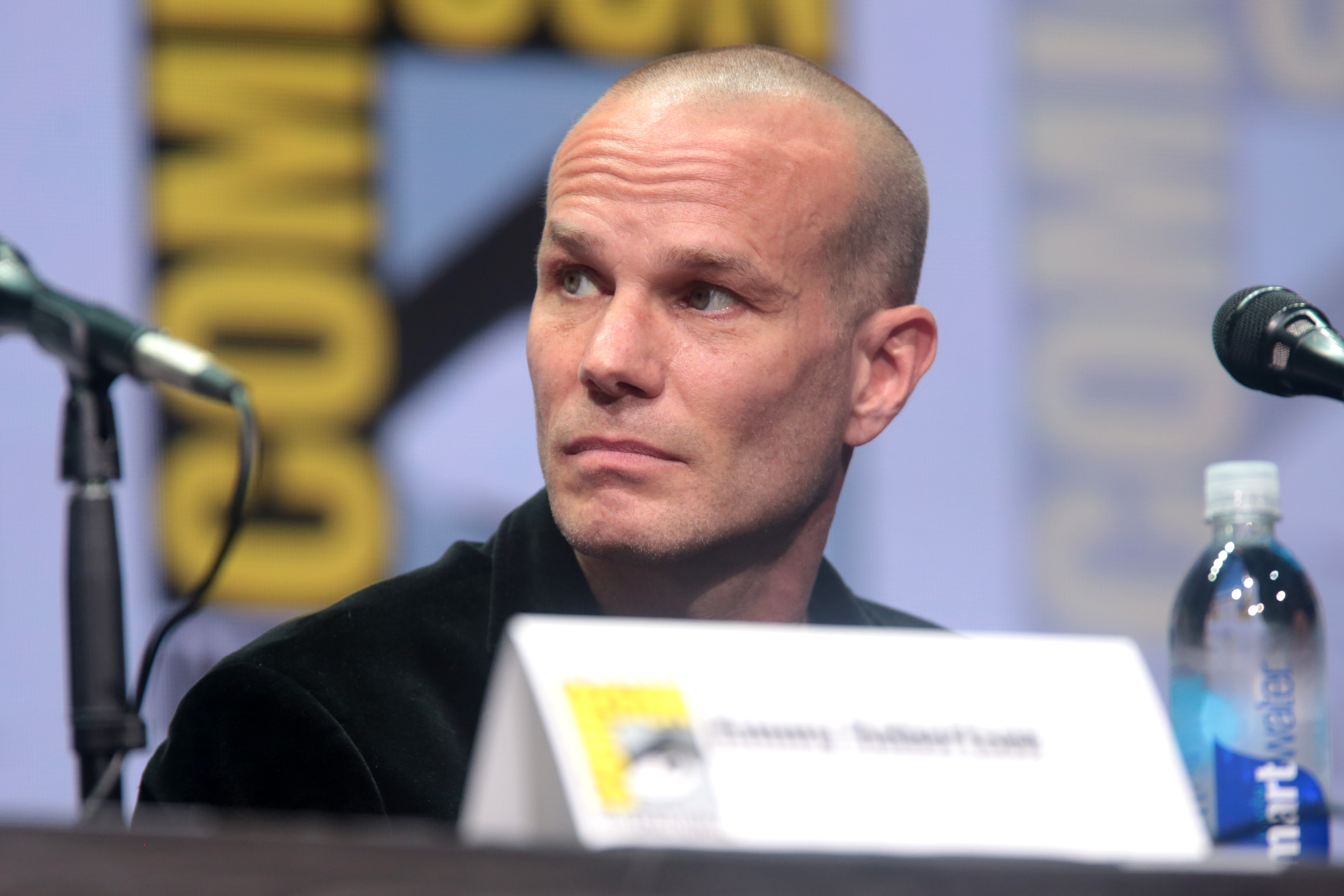
James Marshall (* 1967)

- Marshall, James (* 1968), US-amerikanischer Künstler
- Marshall, James C. (* 1948), US-amerikanischer Politiker
- Marshall, James W. (1810–1885), US-amerikanischer Mann, Auslöser eines Goldrausches
- Marshall, James William (1822–1910), US-amerikanischer Politiker (Republikanische Partei)
- Marshall, James William (1844–1911), US-amerikanischer Politiker
- Marshall, Jason (* 1971), kanadischer Eishockeyspieler
- Marshall, Jason (* 1983), US-amerikanischer Jazzmusiker (Baritonsaxophon)
- Marshall, Jesse (* 1980), US-amerikanischer Skirennläufer
- Marshall, Jim (1923–2012), britischer Pionier im Bereich der GitarrenverstärkerJim Marshall (1923–2012)

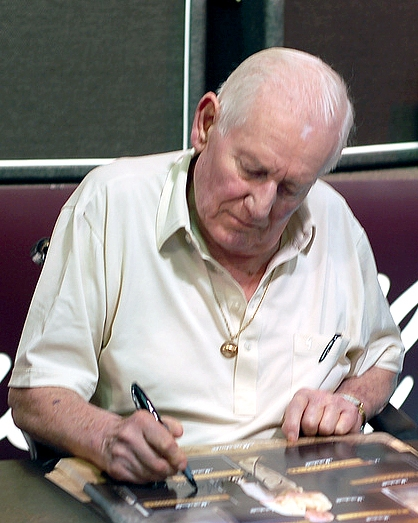
Jim Marshall (1923–2012)

- Marshall, Joan (1931–1992), US-amerikanische Schauspielerin
- Marshall, John (1748–1819), Kapitän der Royal Navy
- Marshall, John (1755–1835), US-amerikanischer Politiker
- Marshall, John (1818–1891), englischer Arzt und Physiologe
- Marshall, John (1856–1922), US-amerikanischer Politiker
- Marshall, John (1876–1958), britischer Archäologe
- Marshall, John (1930–1957), australischer Schwimmer
- Marshall, John (* 1942), US-amerikanischer Segler
- Marshall, John (1952–2025), amerikanischer Jazztrompeter
- Marshall, John Aloysius (1928–1994), US-amerikanischer Geistlicher, römisch-katholischer Bischof von Springfield
- Marshall, John C. (1941–2012), britischer Jazz- und Bluesgitarrist
- Marshall, John Stanley (1941–2023), britischer Schlagzeuger
- Marshall, Joy (1936–1968), US-amerikanische Pop- und Jazzsängerin
- Marshall, Julian (1836–1903), englischer Autor, Kunstsammler und Tennisspieler
- Marshall, Justin (* 1973), neuseeländischer Rugby-Union-Spieler
- Marshall, Kaiser (1902–1948), US-amerikanischer Jazz-Schlagzeuger
- Marshall, Karyn S. (* 1956), US-amerikanische Gewichtheberin
- Marshall, Keith (* 1956), britischer Sänger, Gitarrist und Songwriter
- Marshall, Ken (* 1950), US-amerikanischer Schauspieler
- Marshall, Kendall (* 1991), US-amerikanischer Basketballspieler
- Marshall, Kerry James (* 1955), US-amerikanischer Maler
- Marshall, Kevin (* 1989), kanadischer Eishockeyspieler
- Marshall, Kimberly (* 1959), US-amerikanische Organistin
- Marshall, Kirstie (* 1969), australische Freestyle-Skisportlerin
- Marshall, Kitty (1870–1947), englisch-britische Suffragette
- Marshall, Kris (* 1973), britischer SchauspielerKris Marshall (* 1973)

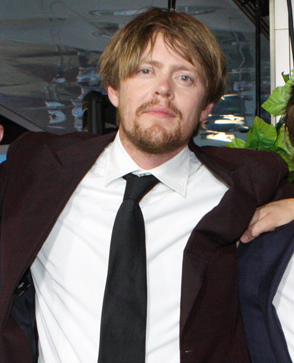
Kris Marshall (* 1973)

- Marshall, L. L. (1888–1958), US-amerikanischer Politiker (Republikanische Partei)
- Marshall, Larry (1924–2012), schottischer Schauspieler
- Marshall, Larry (* 1943), US-amerikanischer Schauspieler
- Marshall, Lee (* 1979), englischer Fußballspieler
- Marshall, Leroy T. (1883–1950), US-amerikanischer Politiker
- Marshall, Lloyd (1914–1967), US-amerikanischer Boxer im Mittelgewicht
- Marshall, Lois (1925–1997), kanadische Sängerin und Gesangspädagogin
- Marshall, Lois Irene (1873–1958), Gattin des US-Vizepräsidenten Thomas R. Marshall
- Marshall, Lorna (1898–2002), US-amerikanische Anthropologin
- Marshall, Malcolm (1958–1999), barbadischer Cricketspieler
- Marshall, Marc (* 1963), deutscher Sänger und Entertainer im Bereich Jazz, Pop und KlassikMarc Marshall (* 1963)

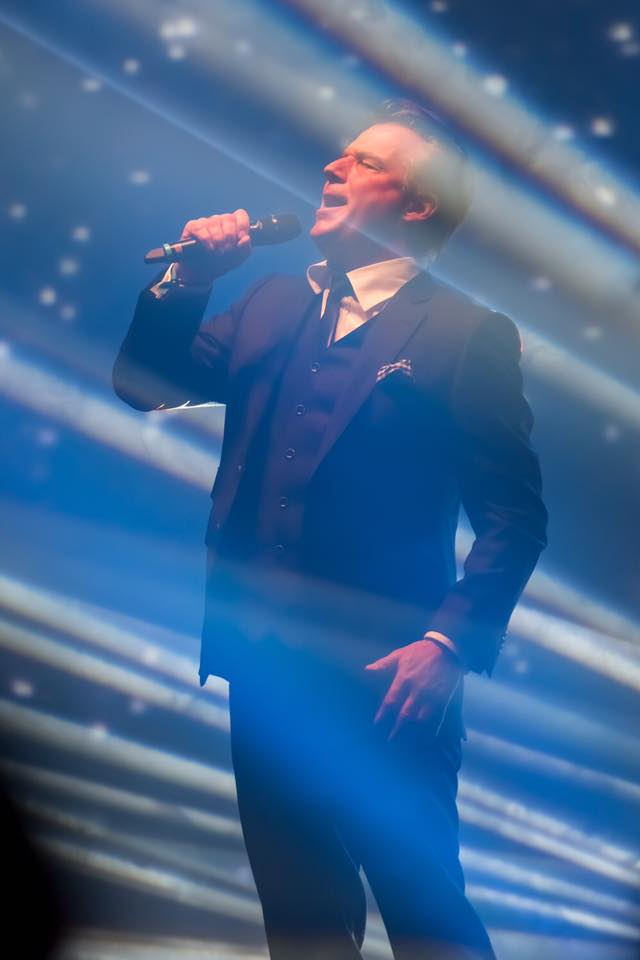
Marc Marshall (* 1963)

- Marshall, Marcus (* 1978), australischer Rennfahrer
- Marshall, Marie, Schauspielerin
- Marshall, Marion (1929–2018), US-amerikanische Schauspielerin
- Marshall, Mark (* 1987), englischer Fußballspieler
- Marshall, Mary Paley (1850–1944), britische Ökonomin und Hochschullehrerin
- Marshall, Mat (* 1990), neuseeländischer Straßenradrennfahrer
- Marshall, Maurice (1927–2013), neuseeländischer Mittelstreckenläufer
- Marshall, Melanie (* 1982), britische Schwimmerin
- Marshall, Mike (1944–2005), französisch-US-amerikanischer Schauspieler
- Marshall, Mike (* 1957), US-amerikanischer Musiker
- Marshall, N. Monroe (1854–1935), US-amerikanischer Bankier und Politiker (Republikanische Partei)
- Marshall, Nadine (* 1972), britische Schauspielerin
- Marshall, Neil (* 1970), britischer Regisseur
- Marshall, Nikki (* 1988), US-amerikanische Fußballspielerin
- Marshall, Oren (* 1966), englischer Tubist
- Marshall, Pam (* 1960), US-amerikanische Leichtathletin
- Marshall, Pat (* 1946), Sprinter aus Trinidad und Tobago
- Marshall, Paul (1961–2009), britischer Schwimmer
- Marshall, Paul A. (* 1948), englischer Politologe
- Marshall, Paula (* 1964), US-amerikanische Schauspielerin
- Marshall, Penny (1943–2018), US-amerikanische Schauspielerin, Filmregisseurin und ProduzentinPenny Marshall (1943–2018)

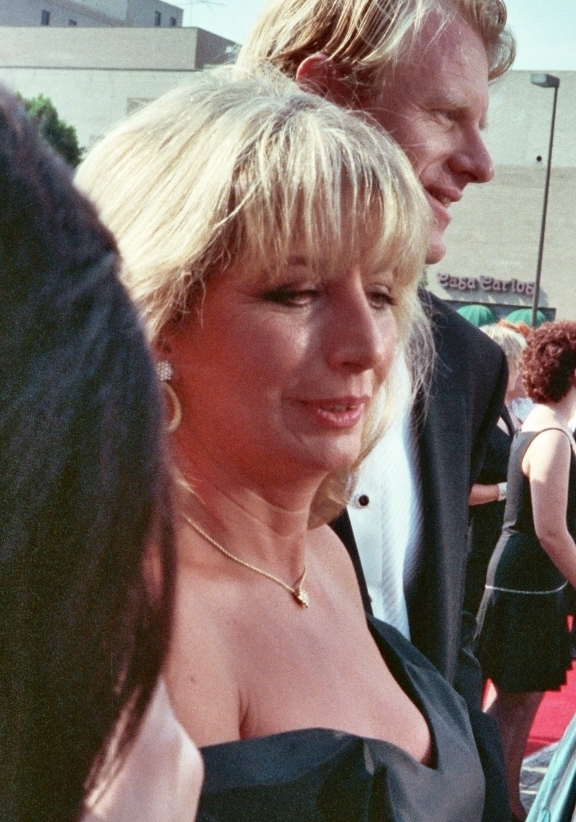
Penny Marshall (1943–2018)

- Marshall, Peter (* 1946), britischer Historiker und Buchautor
- Marshall, Peter (* 1971), englischer Squashspieler
- Marshall, Peter (* 1982), US-amerikanischer Schwimmer
- Marshall, Philip David (* 1958), Kommunikationswissenschaftler
- Marshall, Rawle (* 1982), US-amerikanischer Basketballspieler
- Marshall, Ray (* 1928), US-amerikanischer Ökonom und Politiker
- Marshall, Rebecca, englische Schauspielerin
- Marshall, Rob (* 1960), US-amerikanischer Filmregisseur, Filmproduzent und ChoreografRob Marshall (* 1960)

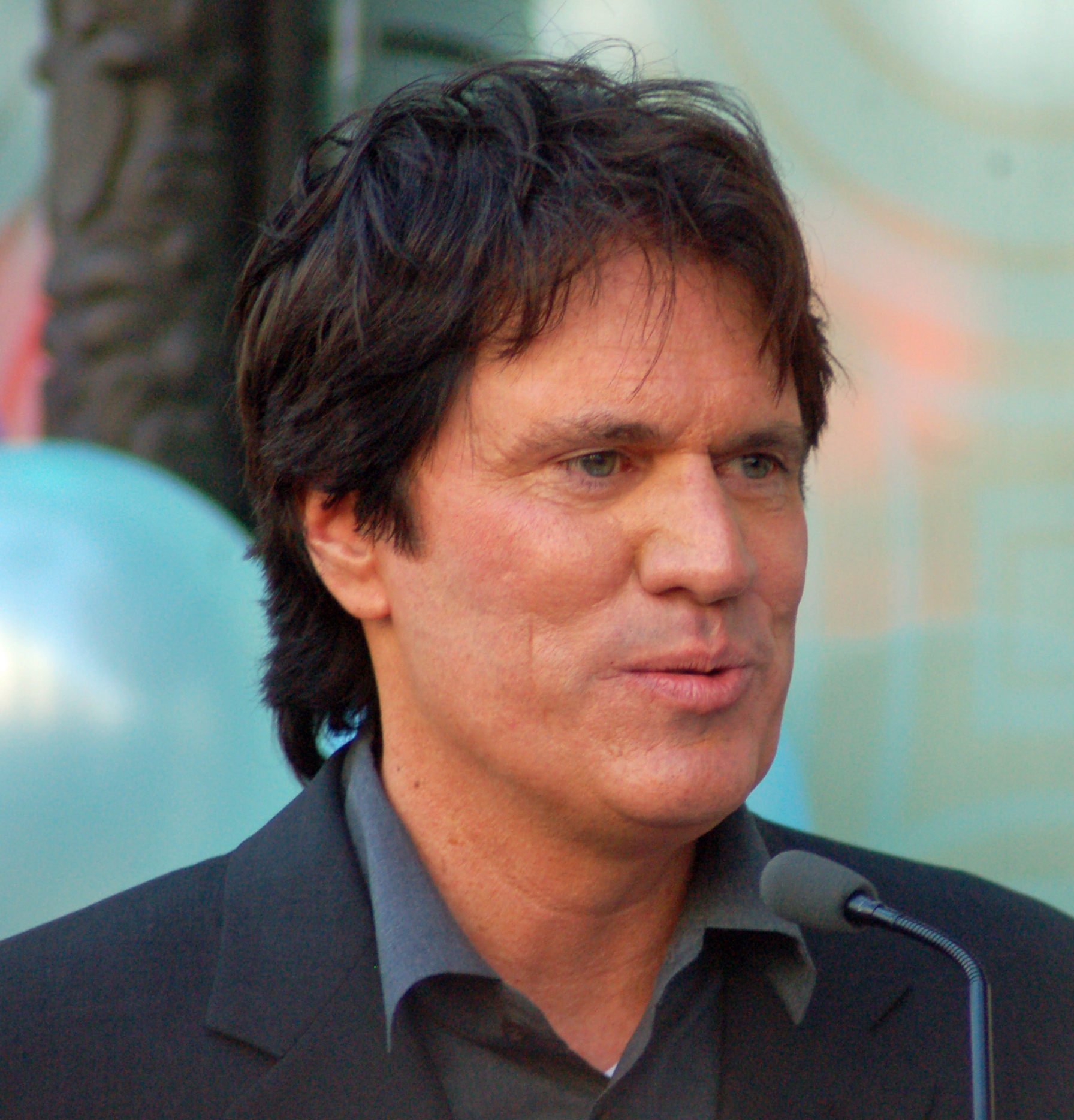
Rob Marshall (* 1960)

- Marshall, Robert (1864–1924), schottischer Fußballspieler
- Marshall, Robert (* 1959), US-amerikanischer römisch-katholischer Geistlicher, Bischof von Alexandria
- Marshall, Robert (* 1964), englischer Snookerspieler
- Marshall, Rocky (* 1967), englischer Fernseh- und Filmschauspieler
- Marshall, Roger (* 1960), US-amerikanischer Politiker (Republikanische Partei) und Mediziner
- Marshall, Roy M. (1923–2002), US-amerikanischer Offizier, Generalmajor der US Air Force
- Marshall, Russell (1936–2025), neuseeländischer Politiker und Diplomat
- Marshall, S. L. A. (1900–1977), US-amerikanischer Offizier, Kriegsberichterstatter und Militärhistoriker
- Marshall, Samantha, antiguanische Politikerin
- Marshall, Samuel S. (1821–1890), US-amerikanischer Politiker
- Marshall, Sarah (1933–2014), britische Schauspielerin
- Marshall, Savannah (* 1991), britische Boxerin
- Marshall, Sean (* 1965), US-amerikanischer Schauspieler
- Marshall, Sean (* 1985), US-amerikanischer Basketballspieler
- Marshall, Shameka (* 1983), US-amerikanische Leichtathletin
- Marshall, Skye P. (* 1985), amerikanische Schauspielerin
- Marshall, Sophie (* 1983), deutsche Altgermanistin
- Marshall, Steven (* 1968), australischer Wirtschaftsmanager und Politiker (Liberal Party), Premierminister von South Australia
- Marshall, Steven (* 1989), kanadischer Volleyballspieler
- Marshall, Stuart (1949–1993), britischer Filmregisseur
- Marshall, Ted, Szenenbildner und Artdirector
- Marshall, Terrace Jr. (* 2000), US-amerikanischer American-Football-Spieler
- Marshall, Thomas (1817–1873), US-amerikanischer Politiker
- Marshall, Thomas Alexander (1794–1871), US-amerikanischer Politiker
- Marshall, Thomas Ansell (1827–1903), britischer Entomologe und Geistlicher
- Marshall, Thomas F. (1801–1864), US-amerikanischer Politiker
- Marshall, Thomas Frank (1854–1921), US-amerikanischer Politiker
- Marshall, Thomas H. (1893–1981), britischer Soziologe
- Marshall, Thomas Riley (1854–1925), US-amerikanischer Politiker, 28. US-Vizepräsident
- Marshall, Thurgood (1908–1993), US-amerikanischer Jurist und Bürgerrechtler, Richter am Obersten Gerichtshof der USA
- Marshall, Tim (* 1959), britischer Autor und Experte für Außenpolitik
- Marshall, Tonie (1951–2020), französische Schauspielerin, Filmregisseurin und Drehbuchautorin
- Marshall, Tony (1938–2023), deutscher Schlagersänger und FernsehmoderatorTony Marshall (1938–2023)

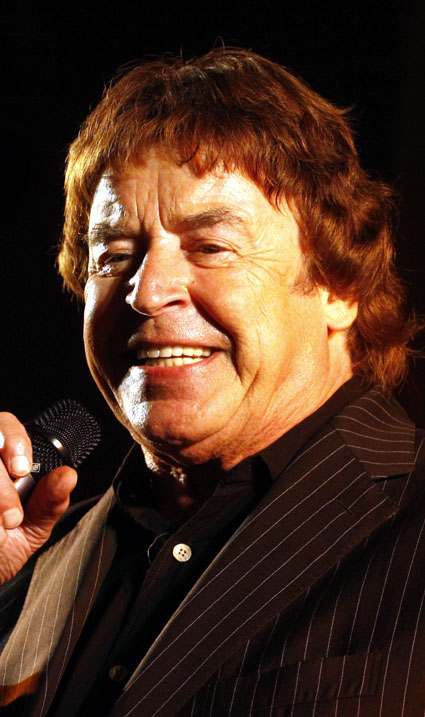
Tony Marshall (1938–2023)

- Marshall, Tony (* 1974), britischer Schauspieler
- Marshall, Tully (1864–1943), US-amerikanischer Schauspieler
- Marshall, Tyrone (* 1974), jamaikanischer Fußballspieler und -trainer
- Marshall, Victor Fray (1913–2001), US-amerikanischer Urologe
- Marshall, Walter, Baron Marshall of Goring (1932–1996), britischer Physiker
- Marshall, Wayne (* 1961), englischer Pianist, Organist und Dirigent
- Marshall, Wendell (1920–2002), US-amerikanischer Jazz-Bassist
- Marshall, William (1748–1833), schottischer Komponist
- Marshall, William (1845–1907), deutscher Zoologe und vergleichender Anatom
- Marshall, William (1865–1939), britischer Generalleutnant
- Marshall, William (1917–1994), US-amerikanischer Bandmusiker, Filmschauspieler, Filmregisseur und Filmproduzent
- Marshall, William Cecil (1849–1921), englischer Tennisspieler, Wimbledon-Finalist 1877
- Marshall, William Louis (1846–1920), US-amerikanischer Offizier, Brigadegeneral der US-Army
- Marshall, William Rainey (1825–1896), US-amerikanischer Politiker
- Marshall, William Thomas (1907–1975), englischer Bauingenieur
- Marshall, Zena (1925–2009), britische Schauspielerin
- Marshall-Green, Diane (* 1980), US-amerikanische Schauspielerin
- Marshall-Green, Logan (* 1976), US-amerikanischer SchauspielerLogan Marshall-Green (* 1976)

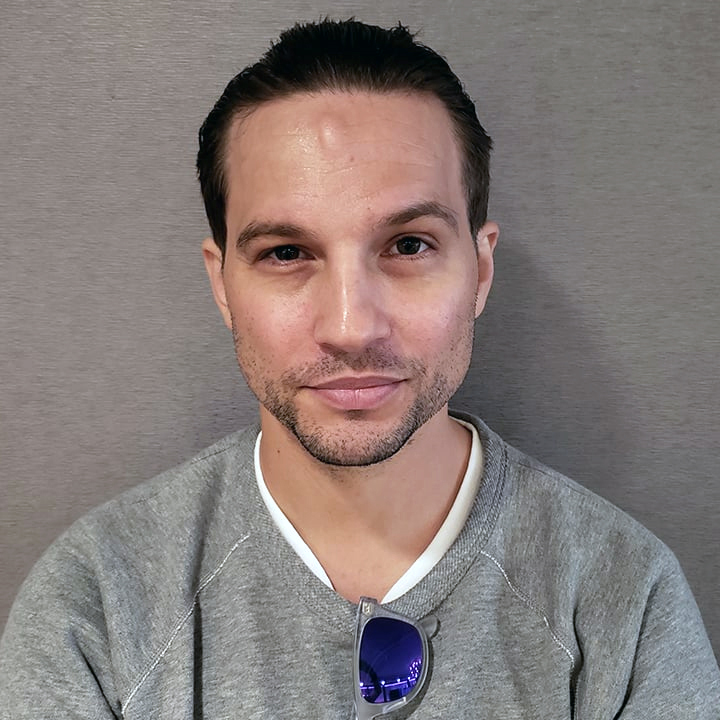
Logan Marshall-Green (* 1976)

- Marshall-Rutty, Jahkeele (* 2004), kanadischer Fußballspieler
- Marsham, Michael, 7. Earl of Romney (1910–2004), britischer Politiker
- Marsham, Thomas († 1819), britischer Entomologe

#### Marshb
- Marshburn, Thomas (* 1960), US-amerikanischer Astronaut

#### Marshe
- Marshek, Archie (1902–1992), US-amerikanischer Filmeditor

#### Marshm
- Marshman, D. M., Jr. (1922–2015), US-amerikanischer Drehbuchautor
- Marshmello (* 1992), US-amerikanischer Musikproduzent und DJMarshmello (* 1992)

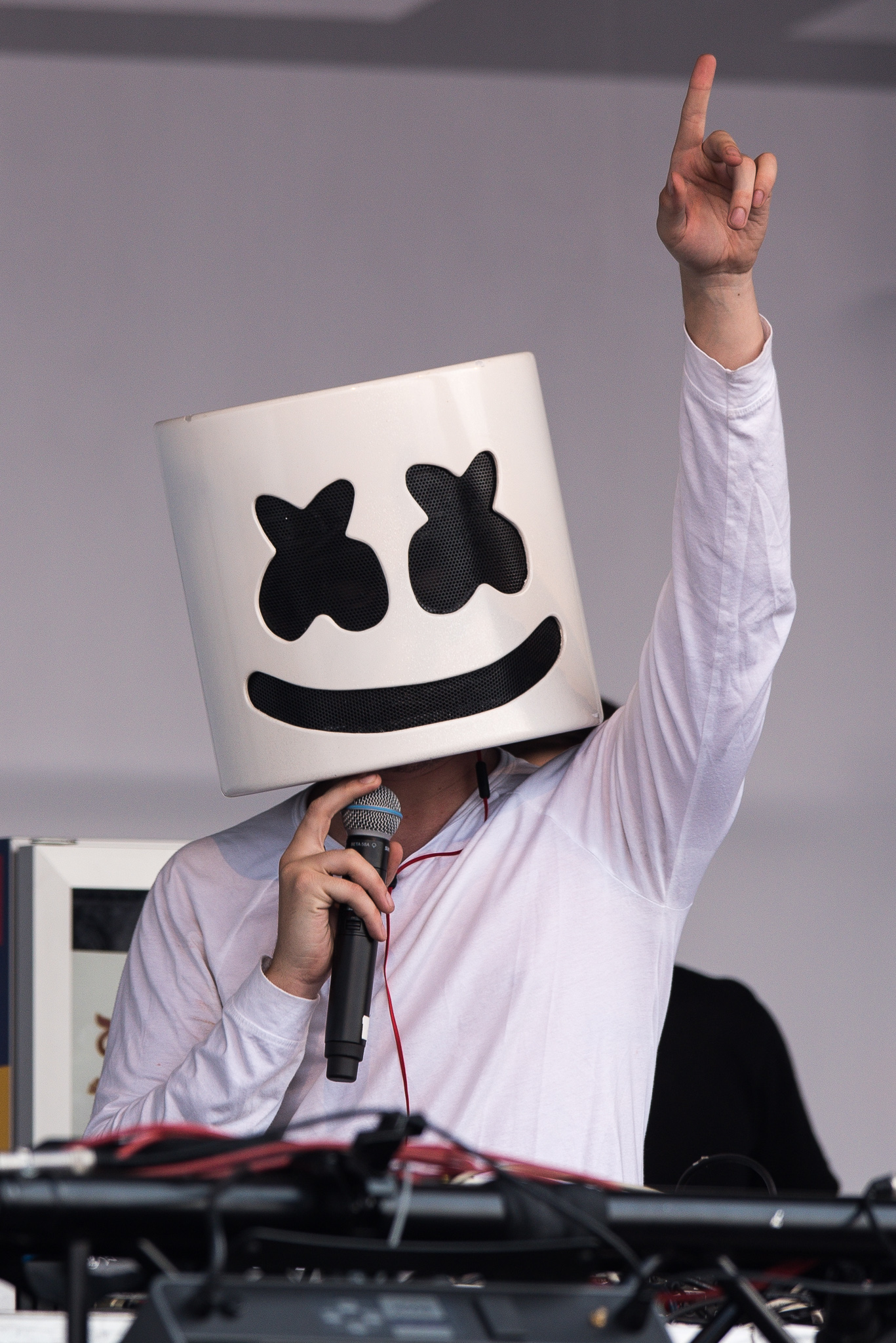
Marshmello (* 1992)

#### Marsho
- Marshoff, Frances Beatrice (1957–2023), südafrikanische Politikerin

### Marsi
- Marsian, Hermann (1902–1970), deutscher Fabrikant
- Marsicano, Trevor (* 1989), US-amerikanischer Eisschnellläufer und Inline-Speedskater
- Marsick, Armand (1877–1959), belgischer Violinist und Komponist
- Marsick, Martin (1847–1924), belgischer Geiger und Komponist
- Marsico, Miles (* 1987), US-amerikanischer Schauspieler und Synchronsprecher
- Marsigli, Luigi Ferdinando (1658–1730), italienischer Soldat, Naturwissenschaftler, Politiker, Forschungsreisender
- Marsiglia, Angelo (* 1985), kolumbianischer Fußballspieler
- Marsiglia, René (1959–2016), französischer Fußballspieler und -trainer
- Marsik, Jana (* 1974), tschechisch-deutsche Kamerafrau
- Marsik, Rudolf Johann (1897–1943), österreichischer Werkmann und Widerstandskämpfer gegen den Nationalsozialismus
- Maršíková, Regina (* 1958), tschechische Tennisspielerin
- Marsili, Emilio (1919–1999), italienischer Dokumentarfilmer
- Marsili, Giovanni (1727–1795), italienischer Botaniker
- Marsili, Salvatore (1910–1983), italienischer Benediktinerabt und Liturgiewissenschaftler
- Marsili, Sante (1950–2024), italienischer Wasserballspieler
- Marsilius de Berlin, erster urkundlich erwähnte Schulze und Richter der Stadt Berlin
- Marsilius von Inghen († 1396), Magister an der Universität Paris und an der Universität Heidelberg
- Marsilius von Padua, Staatstheoretiker und PolitikerMarsilius von Padua

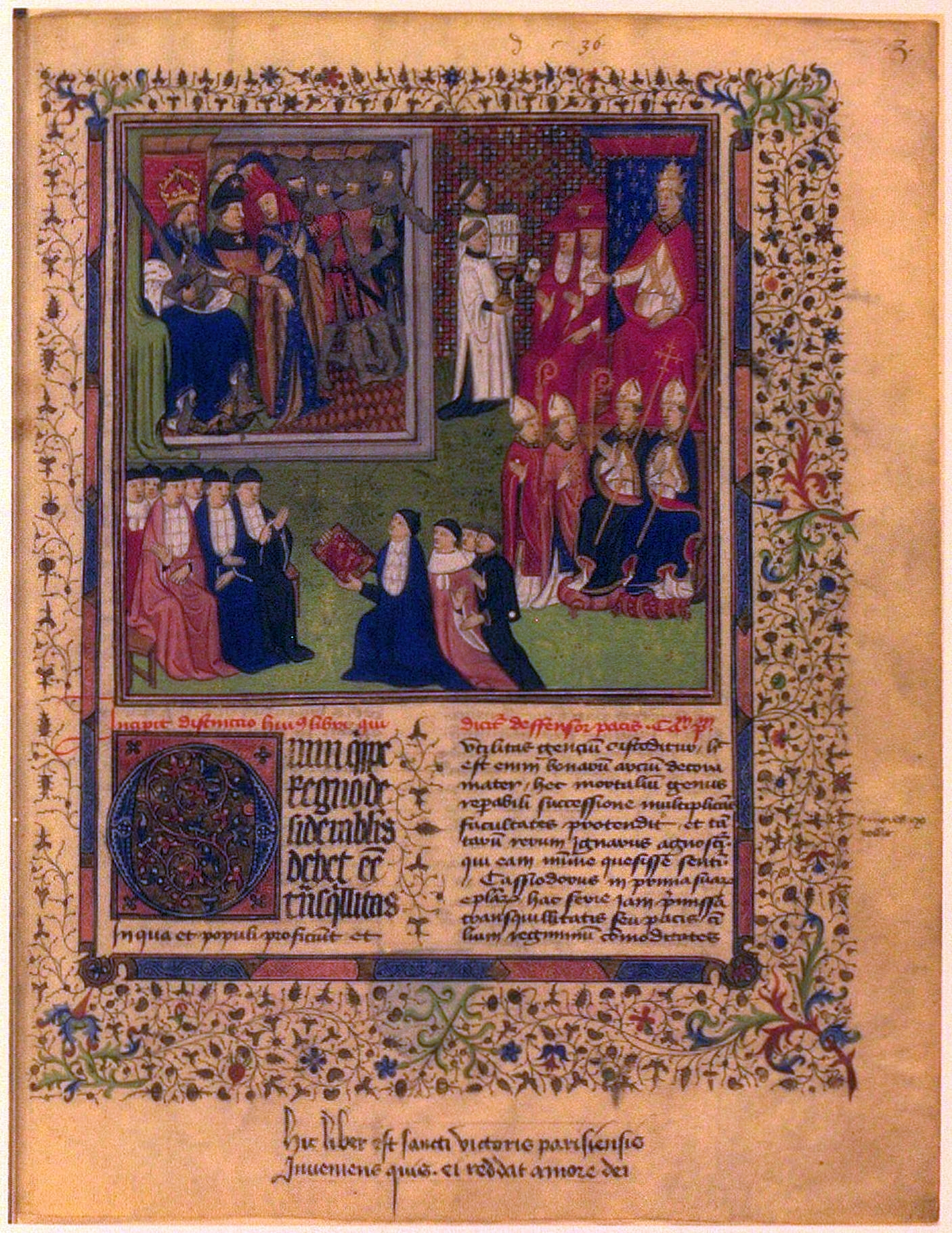
Marsilius von Padua

- Marsillac, Ulysse de (1821–1877), französisch-rumänischer Journalist und Romanist
- Marsillach i Codony, Joaquim (1905–1986), katalanischer Maler
- Marsillach, Adolfo (1928–2002), spanischer Dramatiker, Schauspieler, Theaterregisseur und Schriftsteller
- Marsilli, Francesco (1804–1863), österreichischer Autor und Politiker
- Marsin, Ferdinand de (1656–1706), Marschall von Frankreich
- Marsina, Antonio (* 1946), italienischer Schauspieler
- Marsinah (1969–1993), indonesische Gewerkschafterin, die für ihren Einsatz ermordet worden ist
- Marsiske, Hans-Arthur (* 1955), deutscher Sachbuchautor, Soziologe und Journalist
- Marsiske, Klaus (* 1947), deutscher Architekt und Städtebauer
- Marsit, Mohamed Mouldi (1944–2016), tunesischer Jurist, ehemaliger Richter am Internationalen Seegerichtshof

### Marsk
- Märska, Konstantin (1896–1951), estnischer Filmregisseur
- Marskell, George (1935–1998), kanadischer Ordensgeistlicher, Prälat von Itacoatiara

### Marsl
- Marsland, Tony, kanadischer Hochschullehrer und Computerschachpionier

### Marsm
- Marsman, Hendrik (1899–1940), niederländischer Schriftsteller
- Marsman, Margot (1932–2018), niederländische Schwimmerin
- Marsman, Nick (* 1990), niederländischer Fußballtorhüter
- Marsman, Tim (* 2000), niederländischer Radrennfahrer
- Marsmann, Heinrich (* 1938), deutscher Chemiker (Anorganische Chemie)

### Marso
- Marsó, Paco (1948–2010), spanischer Schauspieler und Theaterleiter
- Marsó, Sílvia (* 1963), spanische Schauspielerin und Fernsehmoderatorin
- Marso, Stephan von (* 1971), österreichischer Schauspieler
- Marsolais, Gilles (* 1939), kanadischer Filmkritiker und Autor
- Marsolais, Louis-Philippe, kanadischer Hornist
- Marsollek, Siegmund (* 1956), deutscher Fußballspieler
- Marsollier des Vivetières, Benoît-Joseph (1750–1817), französischer Schriftsteller und Librettist
- Marson, Mike (* 1955), kanadischer Eishockeyspieler
- Marsoner, Blasius (1924–1991), Autodidakt, Dichter, Lokalhistoriker und Übersetzer der Göttlichen Komödie von Dante Alighieri
- Marsoner, Ingrid (* 1970), österreichische Pianistin
- Marsoner, Rudolf (1899–1928), österreichisch-italienischer Archivar und Historiker
- Marsovszky, Magdalena, deutsch-ungarische Publizistin, Kulturwissenschaftlerin und Lehrbeauftragte an der Hochschule Fulda
- Marsow, Hermann († 1555), lutherischer Theologe und Reformator von Livland

### Marss
- Marsset, Philippe (* 1957), französischer Geistlicher und römisch-katholischer Weihbischof in Paris
- Marßolek, Inge (1947–2016), deutsche Historikerin und Kulturwissenschaftlerin
- Marsson, Theodor (1816–1892), deutscher Apotheker und Botaniker

### Marst
- Marstaller, Alfred, deutscher Brigadegeneral der Luftwaffe
- Marstaller, Gregor (* 1984), deutscher Theater- und Filmschauspieler
- Marstaller, Leonhard (1488–1546), katholischer Theologe der Reformationszeit
- Marstaller, Martin (1561–1615), Kammerrat und Erzieher der Söhne des Herzogs Bogislaw XIII.
- Marstatt, German, deutscher Jazzmusiker
- Marstein (* 2002), norwegischer Rapper
- Marstein, Trude (* 1973), norwegische Schriftstellerin und Übersetzerin
- Marsters, James (* 1962), US-amerikanischer Schauspieler und MusikerJames Marsters (* 1962)

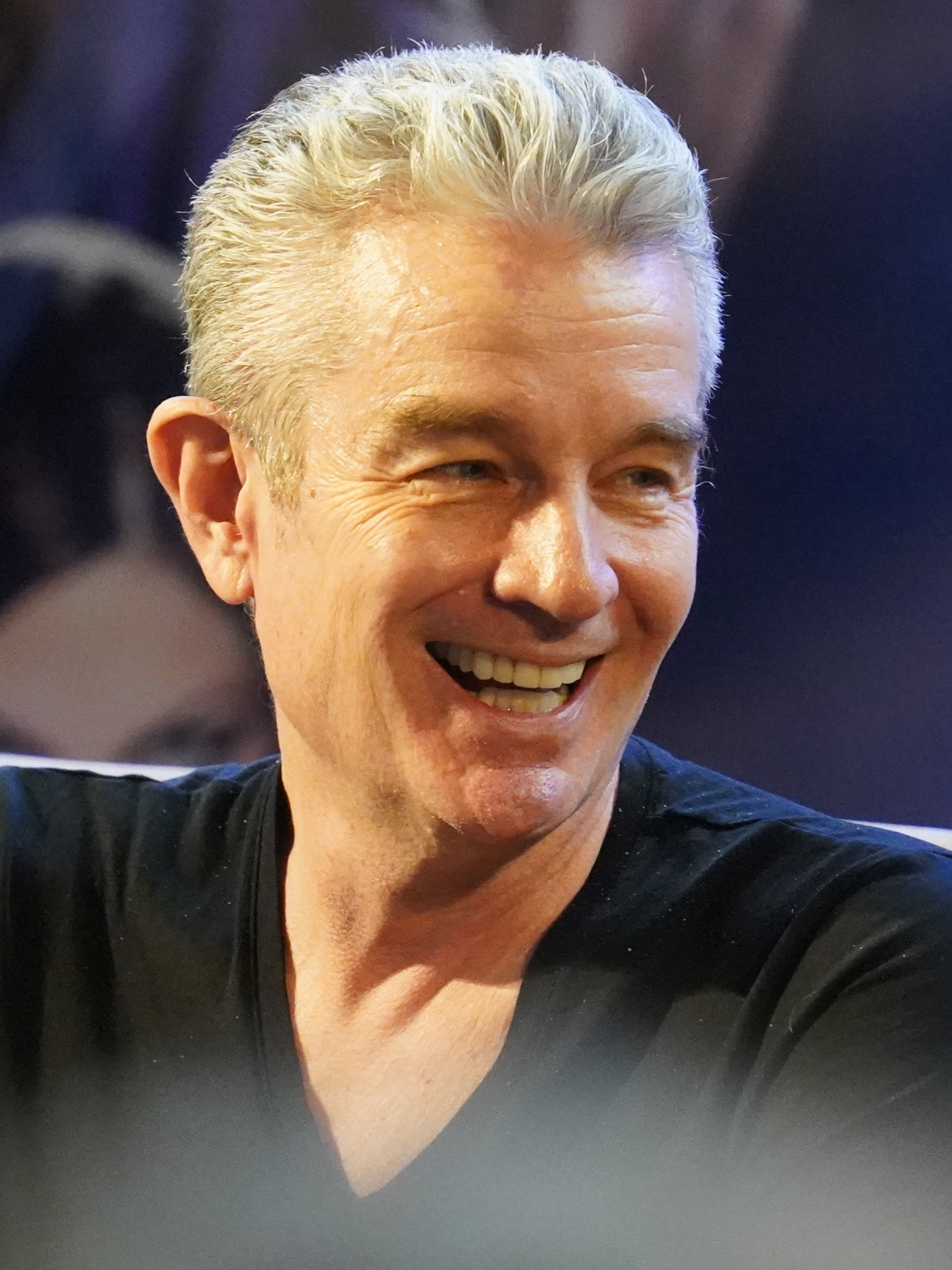
James Marsters (* 1962)

- Marsters, Nathan (1980–2009), kanadischer Eishockeytorwart
- Marsters, Tom (* 1945), Kings's Representative auf den Cookinseln
- Marston, Charles (1867–1946), britischer Unternehmer, Mäzen und Autor
- Marston, George (1882–1940), britischer Maler und Grafiker
- Marston, Gilman (1811–1890), US-amerikanischer Politiker (Republikanische Partei), Brigadegeneral
- Marston, Joel (1922–2012), US-amerikanischer Schauspieler
- Marston, John (1576–1634), englischer Dramatiker und Schriftsteller
- Marston, John Westland (1819–1890), englischer Schriftsteller
- Marston, Joshua (* 1968), US-amerikanischer Filmregisseur und Drehbuchautor
- Marston, William Moulton (1893–1947), US-amerikanischer Psychologe und Comic-Zeichner
- Marstrand, Vilhelm (1810–1873), dänischer Maler
- Marstrand, Wilhelmine (1843–1903), deutsche Pianistin und Klavierpädagogin
- Marstrander, Carl (1883–1965), norwegischer Keltologe und Indogermanist, germanistischer Mediävist, Linguist und Runenforscher
- Marström, Göran (* 1942), schwedischer Segler

### Marsu
- Marsudi, Retno (* 1962), indonesische Diplomatin und Außenministerin
- Marsuppini, Carlo (1398–1453), italienischer Humanist und Staatskanzler von Florenz
- Marsus, römischer Missionar
- Marsus, Domitius, lateinischer epigrammatischer Dichter

### Marsv
- Marsvin, Ellen (1572–1649), dänische Adlige

### Marsy
- Marsy, Claude-Sixte Sautreau de (1740–1815), französischer Publizist und Literat
- Marsyas von Pella, antiker makedonischer Historiker
- Marsyas-Maler, griechischer Vasenmaler

### Marsz
- Marszał, Katarzyna (* 1985), polnische Behindertensportlerin im Tischtennis
- Marszalek, Franz (1900–1975), deutscher Dirigent, Komponist und Arrangeur
- Marszalek, Michael (1930–2014), deutscher Kameramann und Musikproduzent
- Marszewska-Ziemięcka, Jadwiga (1891–1968), polnische Biologin und Hochschullehrerin